# Batwoman (série de televisão)
Batwoman é uma série de televisão americana de super-herói desenvolvida por Caroline Dries para The CW. Baseado na personagem da DC Comics de mesmo nome, faz parte da continuidade do Arrowverse. A série estrou em 6 de outubro de 2019 e durou três temporadas até 2 de março de 2022. A primeira temporada segue Kate Kane, prima do vigilante Bruce Wayne, que se torna Batwoman em sua ausência. A segunda e terceira temporada focam na ex-presidiária Ryan Wilder enquanto ela protege Gotham City no papel de Batwoman. A série foi exibida pela FOX em 2020, sendo exibidos os primeiros 13 episódios, e depois no ABC sendo exibidos os episódios restantes 14-20.
O desenvolvimento de uma série da Batwoman começou em 2018 depois que foi anunciado que Kate apareceria no crossover do Arrowverse "Elseworlds". Ruby Rose foi escalada como Kate no mesmo ano, com Batwoman recebendo um pedido de série em 2019. Logo após a conclusão da primeira temporada, Rose saiu da série e Javicia Leslie foi escalada como Ryan, um personagem original criado para suceder Kate.

## Enredo
A série segue Kate Kane e Ryan Wilder superando seus demônios tornando-se vigilantes e combatendo o crime em Gotham City.
Na primeira temporada, após o desaparecimento do vigilante Batman baseado em Gotham City, Kate descobre que seu primo Bruce Wayne era Batman e decide seguir seus passos tornando-se seu próprio vigilante usando suas habilidades militares anteriores, cunhado "Batwoman" pela mídia, com a ajuda do especialista em tecnologia e ex-funcionário da Wayne Enterprises, Luke Fox, e sua meia-irmã Mary Hamilton, que eventualmente descobre que Kate é a Batwoman. Enquanto isso, o pai de Kate, Jacob, formou uma empresa de segurança conhecida como Crows durante a ausência de Batman e entrou em conflito com a Wonderland Gang, liderada pela serial killer psicótica Alice enquanto Batwoman tenta convencer os Crows de que ela está do lado deles na guerra, pois eles não aceitam a ajuda de vigilantes mascarados. Kate deduz que Alice é sua irmã gêmea fraterna Beth, que foi dada como morta após um acidente de carro.
Na segunda temporada, após a suposta morte de Kate Kane em um acidente de avião, a ex-presidiária sem-teto Ryan Wilder encontra o traje de morcego dos destroços do avião e assume o manto de Batwoman para vingar a morte de sua mãe. Enquanto isso, Alice explora mais de seu passado, onde ela tem conexões misteriosas com um homem chamado Ocean e um misterioso inimigo conhecido como Safiyah Sohail - a mulher que fez Enigma apagar essas memórias por razões desconhecidas; Além disso, os Crows enfrentam uma nova organização de tráfico de drogas conhecida como False Face Society liderada por Black Mask. Sem o conhecimento de todos, Black Mask tem Kate como refém depois que a False Face Society invadiu seu avião e fez uma lavagem cerebral na Enigma para ser sua filha Circe Sionis, que morreu no dia em que Alise causou uma fuga em massa no Arkham Asylum. Além disso, Black Mask mais tarde prende Jaco pelos policiais ao seu lado por reter a informação de que Alice é Beth Kane, onde Jacob faz um acordo que o coloca em uma prisão em Metrópolis enquanto "Circe" ganha a confiança de Jacob e Mary para roubar alguns itens pertencentes aos inimigos de Batman. Quando Alice derrota Black Mask e ajuda Ryan a tirar a personalidade Circe de Kate, ela é presa pela polícia e devolvida ao Arkham Asylum com Black Mask. Com Kate de volta ao normal, ela deixa Gotham para visitar seu pai e Supergirl antes de procurar Bruce. Ao visitar Alice, Ryan descobre que sua mãe biológica ainda está vida. Quanto aos itens roubados que acabaram no rio durante o conflito, eles chegam à praia quando um contêiner de uma das plantas de Poison Ivy se abre.
Na terceira temporada, Ryan e Luke começam a caçar os troféus de vilões desaparecidos do Batman, como uma das plantas da Poison Ivy, o chapéu do Mad Hatter, o dente do Killer Croc e o nitrogênio líquido do Mr. Freeze, onde cai nas mãos de diferentes pessoas. Devido a alguma intimidação da ex-membro do Departamento de Polícia de Gotham City, Renee Montoya, Ryan não tem escolha a não ser ter Alice como consultora ao procurar os troféus perdidos. Além disso, Ryan descobre que sua mãe biológica é a CEO da Jeturian Industries, Jada Jet, pois ela também conhece seu meio-irmão Marquis, que tem um passado sombrio que girava em torno de um ônibus que foi sequestrado pelo Joker quando ele era jovem. Mary fica possuída pela planta de Pison Ivy e atua como sua procuradora. Renee encontra o corpo de Poison Ivy e a leva de volta ao seu estado móvel quando ela finalmente se encontra com a forma possuída de Mary para voltar ao poder total. Depois que Poison Ivy é derrotada e transferida para Coryana com Renee, Batwoman é deixada para lidar com Marquis. Batwoman usa a campainha de alegria do Joker para restaurar Marquis de volta ao normal, enquanto o ácido do Joker que ele distribuiria em Gotham City explodiu em uma parte desolada da área.

## Elenco e personagens
- Ruby Rose (temporada 1)[2] e Wallis Day (temporada 2, recorrente)[3] como Katherine "Kate" Kane / Batwoman / Circe Sionis: prima de segundo grau materno de Bruce Wayne que, armada com uma paixão por justiça social e um talento para falar o que pensa, se dedica a defender Gotham na ausência de Batman.[4][5] Gracyn Shinyei interpreta uma Kate mais jovem. Depois de desaparecer no início da segunda temporada, quando a False Face Society bate seu avião, ela é resgatada pelo líder da Society, que a altera cirurgicamente para se parecer com sua falecida filha.[3]
  - Day também retrata a Circe Sionis original em fotografias.
- Rachel Skarsten como Elizabeth "Beth" Kane / Alice: irmã gêmea supostamente morta de Kate e líder da Wonderland Gang, com uma personalidade em constante mudança que se propõe a correr a sensação de segurança de Gotham.vai de maníaca a encantadora rapidamente, decide destruir a segurança de Gotham. Ava Sleeth interpreta uma Beth mais jovem.[6] Ava Sleeth interpreta Beth mais jovem.
  - Skarsten também retratou uma versão alternativa de Beth que foi deslocada de sua Terra natal durante "Crisis on Infinite Earths" e apareceu no Terra-Prime. Esta versão não se perdeu durante o acidente de carro. Mais tarde, ela foi morta por August Cartwright, que a confundiu com Alice.
- Meagan Tandy como Sophie Moore: uma graduada da academia militar, ex-agente de alto nível dos Crows e ex-namorada de Kate que atua como uma das protetoras de Gotham. Ela finalmente descobre que Kate é a Batwoman origial e Wilder é a nova, e se torna uma aliada.[7]
- Nicole Kang como Mary Hamilton: a meia-irmã de Kate e Beth, e uma estudante de medicina/influenciadora em formação que tem como missão fornecer ajuda aqueles que vivem nas comunidades carentes de Gotham.[7] Ela finalmente descobre que Kate é a Batwoman e se junta a ela.
- Camrus Johnson como Luke Fox / Batwing:[8] O filho do falecido Lucius Fox e um fiel de Batman que mantém a Torre Wayne segura na ausência de Batman. Depois que Kate se torna Batwoman, ele entende que Gotham precisade um novo heró e se torna um aliado dela.[7]
  - Johnson também interpreta sua contraparte da Terra-99, que serve como assessor pessoal do Batman aposentado.
- Elizabeth Anweis como Catherine Hamilton-Kane (temporada 1): madrasta de Kate e uma das cidadãs mais poderosas de Gotham que fez sua fortuna como empreiteira de defesa e CEO da Hamilton Dynamics.[9] Depois que Alice envenenou ela e Mary, Catherine escolheu dar a Mary o antídoto.
- Dougray Scott como Jacob Kane (temporadas 1-2): O pai de Kate e Beth e um ex-coronel militar com um chip no ombro que comandava uma agência de segurança privada, os Crows, na tentativa de proteger Gotham de frma mais eficaz do que Batman. Ele eventualmente dissolve os Crows na 2ª temporada.[10]
- Javicia Leslie como Ryan Wilder / Batwoman (temporada 2-3):[11] Uma lutadora altamente qualificada, mas indisciplinada, vivendo em sua van com sua planta que se torna a nova Batwoman depois de encontrar o Batsuit nos destroçoes do avião que traz Kate de volta de National City.[12]
- Victoria Cartagena como Renee Montoya (temporada 3):[13] Uma ex-policial do Departamente de Polícia de Gotham City que saiu quando ela não podia mais tolerar sua corrupção.[b]
- Robin Givens como Jada Jet (temporada 3): A CEO da Jeturian Industries que é a mãe biológica de Ryan.[14]
- Nick Creegan como Marquis Jet (temporada 3): O filho playboy de Jada Jet, vice-presidente executivo da Jeturian Industries e meio-irmão de Ryan.[15]

LaMonica Garrett também estrela em Crisis on Infinite Earths: Part Two como Mar Novu / Monitor, um ser multiversal que testa diferentes Terras no multiverso em preparação para uma iminente "crise" orquestrada por seu oposto polar, Mobius/Anti-Monitor.

## Episódios
| Temporada | Temporada | Episódios | Episódios | Originalmente exibido | Originalmente exibido | Nielsen ratings | Nielsen ratings                       |
| Temporada | Temporada | Episódios | Episódios | Estreia da temporada  | Final da temporada    | Classificação   | Média de telespectadores (em milhões) |
| --------- | --------- | --------- | --------- | --------------------- | --------------------- | --------------- | ------------------------------------- |
|           | 1         | 20        | 20        | 6 de outubro de 2019  | 17 de maio de 2020    | 117             | 1.00                                  |
|           | 2         | 18        | 18        | 17 de janeiro de 2021 | 27 de junho de 2021   | 147             | 0.50                                  |
|           | 3         | 13        | 13        | 13 de outubro de 2021 | 2 de março de 2022    | 129             | 0.76                                  |

### 1ª temporada (2019–20)
| N.º na série | N.º na temp. | Título                                      | Dirigido por         | Escrito por                     | Exibição original | Cód. de produção | Audiência U.S. (milhões) |
| --- | ------------ | ------------------------------------------- | -------------------- | ------------------------------- | ----------------- | ---------------- | ------------------------ |
| 1 | 1            | "Pilot"                                     | Marcos Siega         | Caroline Dries                  | 1.86              | T15.10154        | 6 de outubro de 2019     |
| Três anos após o desaparecimento do vigilante Batman de Gotham City, Jacob Kane e sua empresa de segurança privada, os Crows, presidem uma festa de gala liderada pelo prefeito Michael Akins para desligar o Bat-Sinal. No auge das festividades, Alice e a Wonderland Gang invadem o evento e sequestram a agente dos Crows, Sophie Moore, levando a enteada de Jacob, Mary, a ligar para sua filha biológica, Kate. Retornando do exterior, Kate descobre que Alice está mirando em seu pai e sai em busca de seu primo, o bilionário Bruce Wayne. Ela descobre, no entanto, que Bruce é Batman, a quem ela culpou por não salvar sua irmã e mãe depois que morreram em um acidente de carro. Percebendo que há mais na história, ela vesta o Batsuit de seu primo, alterado pelo funcionário da Wayne Enterprises, Luke Fox, antes de resgatar Sophie e frustrar o plano de Alice de detonar uma bomba em um parque lotado. No dia seguinte, enquanto as notícias relatam o que eles acreditam ser o retorno de Batman, Kate começa a suspeitar que Alice é sua irmã gêmea fraterna, Beth, que ela acreditava estar morta. |              |                                             |                      |                                 |                   |                  |                          |
| 2 | 2            | "The Rabbit Hole"                           | Marcos Siega         | Caroline Dries                  | 1.45              | T13.21952        | 13 de outubro de 2019    |
| As crescentes suspeitas de Kate sobre a identidade de Alice criam uma barreira entre ela e Jacob, que acredita firmemente que Beth está morta com base nas evidências. Enquanto tenta fazer o teste de DNA da faca favorita de Alice, ela é atacada por um grupo de bandidos que consegue roubá-la de volta. Deduzindo que um dos homens feridos de Alice usou a clínica secreta de Mary, Kate o libera para dar uma mensagem a Alice. Kate então pede a Sophie para comprar seu tempo enquanto ela se encontra com Alice, que se recusa a admitir diretamente que ela é Beth, mas concorda em fornecer uma amostra de DNA. Sophie diz a Jacob onde encontrá-los, resultando em Alice sendo transportada para Arkham Asylum. Alice diz a Kate que encarregou seu namorado, o ex-agente dos Crows Dodgson, de mater Mary; levando Kate a salvá-la antes de resgatar Alice de uma bomba destinada a matá-la antes que Kate e Alice escapasse da polícia. Enquanto isso, a madrasta de Kate, Catherine, ordena que os bandidos que ela encarregou de roubar a faca de Alice a destruam. Depois de interrogar Dodgson, Kate encontra um pacote contendo um morcego vivo e uma nota de Alice que indica que ela conhece sua identidade. |              |                                             |                      |                                 |                   |                  |                          |
| 3 | 3            | "Down, Down, Down"                          | Dermott Daniel Downs | Holly Henderson & Don Whitehead | 1.22              | T13.21953        | 20 de outubro de 2019    |
| O ex-amigo de infância de Bruce, Thomas Elliot, deixa um convite para Kate para uma festa de gala que celebra a compra do prédio com vista para a Torre Wayne. Na mesma época, um canhão elétrico projetado para penetrar o Batsuit é roubado de uma instalação da Wayne Enterprises. Kate infere corretamente que Elliot é o ladrão, tendo descoberto a verdadeira identidade de Bruce e pretende matar Batman por salvar sua mãe anos antes, atrasando sua herança. Quando ele faz reféns para forçar Batman a sair, Kate o confronta em um traje modificado, adotando a persona de Batwoman enquanto ela resgata os reféns e desativa o canhão. Alice subjuga Elliot para salvar uma Batwoman encurralada, mas eles se separam em termos menos que amigáveis enquanto os Crows levam Elliot para Arkham Asylum. Em outro lugar, Sophie se vê refletindo sobre seu relacionamento com Kate, mas os descarta depois de entrar em um relacionamento com Kate, Reagan. Catherine encontra cartas de baralho deixadas por Alice em seu quarto, exigindo que Jacob lie com ela, apesar de suas preocupações de que ela possa ser Beth. |              |                                             |                      |                                 |                   |                  |                          |
| 4 | 4            | "Who Are You?"                              | Holly Dale           | Nancy Kiu & Denise Harkavy      | 1.29              | T13.21954        | 27 de outubro de 2019    |
| O relacionamento de Kate com Reagan complica seus esforços para pegar a ladra de joias Magpie, que roubou o colar de Martha Wayne, e coloca em questão seu novo status de protetora de Gotham. Quando Dodgson desenvolve uma infecção durante seu cativeiro, Batwoman o deixa com Mary para tratamento. Enquanto ele está drogado com morfina, Mary se faz passar por Alice e faz com que ele revele parte de seu plano: uma misteriosa figura chamada Mouse. Depois de recuperar o colar, Batwoman frustra o último assalto de Magpie em uma gala do museu; permitindo que os Crows a prendessem e a levassem para Blackgate Penitentiary. Reconhecendo que ela não pode estar em um relacionamento honesto, Kate termina com Reagan. Para encobrir seu vigilantismo, Kate cria uma empresa para comprar prédios em ruínas e transformá-los em moradias de baixo custo com Luke como seu assistente. Enquanto isso, Alice se encontra com Catherine no túmulo de Beth e exige que ela entregue uma arma experimental; ameaçando contar a Jacob a verdade sobre Beth. Catherine confessa a Jacob que ela usou um crânio de veado no lugar do de Beth, fazendo com que ele saísse correndo. |              |                                             |                      |                                 |                   |                  |                          |
| 5 | 5            | "Mine Is a Long and a Sad Tale"             | Carl Seaton          | Jerry Shandy & Ebony Gilbert    | 1.16              | T13.21955        | 3 de novembro de 2019    |
| Alice está ligada a uma série de roubos de pele em Gotham, então Kate a captura e dá a ela a chance de se explicar, ao mesmo tempo em que deixa um rastro para Jacob e Sophie. As irmãs viajam para a área rural onde Beth foi vista pela última vez. Uma série de flashbacks mostra Beth sendo resgatada de um afogamento e posteriormente mantida em cativeiro por um homem que quer que ela seja uma companheira para seu filho desfigurado, Jonathan Cartwright, que mais tarde se tornará Mouse. Catherine diz a Mary a verdade sobre sua decepção e ela invade Wayne Enterprises em um estupor bêbado. Luke a acalma, deixando-a ajudar com sua investigação de roubo de pele, descobrindo que eles estão conectados a vários prisioneiros fugitivos de Arkham. Alice droga Kate e a tranca na casa de Mouse. Quando Jacob e Sophie aparecem depois de subjugar Dodgson e os membros da Wonderland Gang com ele, Alice esfaqueia seu pai. Kate escapa, captura Mouse com a ajuda de Sophie e força ele e Alice a sair. Jacob se recupera, mas agora aceita totalmente que Alice é Beth. Alice promete a Mouse, que ela chama de "irmão", que ela o ajudará a se tornar quem ele quiser. |              |                                             |                      |                                 |                   |                  |                          |
| 6 | 6            | "I'll Be Judge, I'll Be Jury"               | Scott Peters         | James Stoteraux & Chad Fiveash  | 1.09              | T13.21956        | 10 de novembro de 2019   |
| Um vigilante que se autodenomina "Executioner" começa a mirar policiais e funcionários judiciais que ele considera corruptos. Alice faz Mouse se passar pelo pesquisador de Catherine, Dean Devereaux, para roubar a arma que ela se recusou a entregar. No entanto, Alice o convence a não fazê-lo, pois ainda precisa dele para uma próxima festa do chá. Quando ele descobre que o Coil Accelerator pretendia matar Batwoman, Mouse se sente traído e confronta Alice; acreditando que ela quer proteger sua irmã enquanto mata Deveraux. Sophie deduz a identidade de Batwoman, mas é ferida pelo Executioner durante seu último ataque; forçando Kate a levá-la para Mary. Uma unidade flash está localizada, o que prova que as alegações do Executioner são verdadeiras. Isso perturba Luke, pois ele teme que isso permitiria que seu pai, Lucius', assassino para solicitar um novo julgamento. Sophie escapa, mas não antes de Mary insistir para que ela não revele a identidade de Batwoman. Jacob consegue matar o Executioner, apenas para ser pego em uma de suas armadilhas. Depois que Batwoman o salva, ele diz a ela que estava errado em culpar Batman pelo que aconteceu com Beth e sua esposa. |              |                                             |                      |                                 |                   |                  |                          |
| 7 | 7            | "Tell Me the Truth"                         | Michael A. Allowitz  | Caroline Dries & Natalie Abrams | 1.01              | T13.21957        | 17 de novembro de 2019   |
| Kate encontra sua velha amiga, Julia Pennyworth, enquanto persegue um assassino profissional chamado "The Rifle". Sophie ameaça contar a identidade de Jacob Kate, a menos que ela cesse seu vigilantismo. The Rifle se encontra com Alice e entrega um frasco misteriosos enquanto ele menciona seu chefe Safiyah. Kate convida Sophie para um restaurante local, onde sua demonstração de afeto perturba o proprietário homofóbico. Quando eles saem, Sophie confessa que foi Jacob quem a convenceu a terminar o relacionamento, colocando-a no caminho para onde ela está agora. Catherine vai ver Jacob, que relutantemente concorda em adiar o pedido de divórcio. Julia se apresenta como Batwoman para que Kate possa enganar Sophie, mas acaba sendo capturada pelos Crows quando The Rifle a embosca com o Coil Accelerator. Kate a liberta e Sophie conclui que ela estava errada. No entanto, Kate diz a ela que é melhor eles pararem de se ver. Depois de comprar um espaço, Kate e Mary abrem um bar gay. Jacob se encontra com Alice, revelando-se como Mouse, enquanto The Rifle parte para o Mediterrâneo com Julia em perseguição quando o verdadeiro Jacob retorna do norte do estado. Alice coloca a próxima etapa de seu plano em ação. |              |                                             |                      |                                 |                   |                  |                          |
| 8 | 8            | "A Mad Tea-Party"                           | Holly Dale           | Nancy Kiu                       | 1.01              | T13.21959        | 1 de dezembro de 2019    |
| Alice sequestra Jacob enquanto Mouse sequestra Sophie e Tyler enquanto seu plano se desenrola. Sob as ordens de Alice, membros disfarçados da Wonderland Gang substituem a equipe de segurança designada para proteger o Gotham's Humanitarian Ball, onde Catherine deve ser premiada. Alice reescreve seu discurso, fazendo-a confessar vários crimes antes de desmaiar. Alice diz a Catherine e Mary capturadas que elas foram envenenadas por uma toxina desenvolvida pela empresa da primeira e só há antídoto suficiente para uma. Catherine obriga Mary a tomá-lo, expressando o quão orgulhosa ela está antes de morrer. Enquanto Batwoman neutraliza a Wonderland Gang ela quase estrangula Alice com raiva ao saber de suas ações. No entanto, Mouse, disfarçado de Jacob, atordoa Batwoman para exfilar Alice. Jacob acorda para encontrar-se enquadrado pela morte de Catherine e preso pelo Comissário Forbes. Furiosa por Kate ter escolhido acreditar em Alice, Mary fica devastada com a morte de sua mãe. Cansado de duvidar, Tyler pede a Sophie que decida se ela o ama ou a Kate. Enquanto Kate visita Jacob, ambos concordam que Alice não pode ser salva e deve ser impedida. enquanto isso em Central City, Nash Wells descobre uma parede de símbolos antes que uma luz ofuscante o puxe para dentro. |              |                                             |                      |                                 |                   |                  |                          |
| 9 | 9            | "Crisis on Infinite Earths: Part Two"       | Laura Belsey         | Don Whitehead & Holly Henderson | 1.71              | T13.21958        | 9 de dezembro de 2019    |
| Para ajudar os heróis, Harbinger recruta Mick Rory da Earth-74 e sua Waverider. Após a morte de Oliver Queen, o Monitor consulta o Book of Destiny e descobre sete Paragons. Dois são Sara Lance Paragon of Destiny e Kara Danvers, Paragon of Hope, mas, para encontrar mais dois, Clark Kent, Lois Lane, e Iris West-Allen devem localizar um Superman que sofreu "mais do que qualquer homem mortal", enquanto Kate e Kara procura o "Bat of the Future", complicado por Lex Luthor roubando o Livro para matar os Super-Homens no multiverso. Quando ele encontra o Superman da Earth-96 ao mesmo tempo que a equipe de Clark, ele força os Kryptonianos a lutarem entre si até que Lois o impeça. Enquanto isso, Kate e Kara localizam Bruce Wayne da Earth-99, um assassino idoso, mas não conseguem convencê-lo a se juntar a eles. Um confronto acalorado irrompe em que Bruce é acidentalmente eletrocutado. Em outro lugar, Sara, Barry, Mia Smoak e John Constantine levam o corpo de Oliver para um Lazarus Pit para ressuscitá-lo, mas falha. De volta à Waverider, Ray Palmer constrói um "detector Paragon", que identifica Kate como o "Bat of the Future". Sem o conhecimento de todos, Harbinger é abordado pelo Anti-Monitor. Este episódio continua o evento crossover que começa no episódio 9 da 5ª temporada de Supergirl, e continua no episódio 9 da 6ª temporada de The Flash, no episódio 8 da 8ª temporada de Arrow e termina no episódio especial de Legends of Tomorrow. |              |                                             |                      |                                 |                   |                  |                          |
| 10 | 10           | "How Queer Everything Is Today!"            | Jeffrey Hunt         | Caroline Dries                  | 0.79              | T13.21960        | 19 de janeiro de 2020    |
| Após a morte de Catherine e a prisão de Jacob, Mary tenta encontrar um especialista para testemunhar em defesa de Jacob e continua a se distanciar de Kate enquanto Sophie assume o comando dos Crows. Depois que Batwoman salva um trem hackeado de bater, o criminoso exige uma grande soma de dinheiro como resgate ou eles divulgarão todos os segredos de Gotham online. Luke rastreia o culpado até a Gotham Prep, onde Batwoman descobre que era uma estudante lésbica chamada Parker Torres, que foi revelada a seus pais heteronormativos por uma ex-namorada e esperava deixar Gotham com o dinheiro da chantagem. Alice invade a escola, sequestra Parker e força Batwoman a se desmascarar para Parker ou então ela a matará. Ela também ameaça a escola com uma bomba e tenta forçar Parker a descobrir a identidade de Batwoman, mas Parker contata os Crows e o GCPD, que evacuam o prédio e prendem Alice. Depois, Kate oferece apoio emocional a Parker e se reconcilia com Mary. Batwoman mais tarde se assume como uma super-heroína lésbica em uma entrevista com Kara. Jacob tem encontros com um preso duro chamado Reggie Harris. Quando ela retorna à Wayne Tower, Kate conhece um doppelgänger de Beth, que a cumprimenta alegremente. |              |                                             |                      |                                 |                   |                  |                          |
| 11 | 11           | "An Un-Birthday Present"                    | Mairzee Almas        | Chad Fiveash & James Stoteraux  | 0.67              | T13.21961        | 26 de janeiro de 2020    |
| Em flashbacks, Beth mostrou ter uma amizade cada vez maior com Mouse, mas seu pai August Cartwright não aprovou e a envolveu em seu último projeto. No presente, Kate tenta esclarecer as coisas com a segunda Beth; que foi deslocada de sua Terra após a crise. Para libertar Alice, Mouse sequestra os filhos do comissário Forbes e do prefeito Akins antes que ele e a Wonderland Gang interceptem Kate antes que ela possa se tornar a Batwoman. Usando um código que Kate e Sophie aprenderam, Sophie se recusa a ceder às exigências de Mouse. Na tentativa de enganar Alice, Luke e Mary disfarçam a segunda Beth como Alice para ganhar tempo de Kate para se libertar. Quando "Alice" não usa o código adequado, Mouse a captura. Kate se liberta, subjuga a Wonderland Gang e fere Mouse antes de resgatar os reféns. Alice sai antes que ela possa ser levada para Arkham, dizendo a Sophie que ela tem seus próprios demônios para lidar. Com o Mouse sob forte guarda na UTI, manifestantes aparecem do lado de fora do GCPD, exigindo que acendam o Bat-Sinal quando a Batwoman chegar. Mais tarde, Kate comemora seu aniversário com Luke, Mary e Beth. De repente, Beth e Alice sofrem simultaneamente de enxaquecas. |              |                                             |                      |                                 |                   |                  |                          |
| 12 | 12           | "Take Your Choice"                          | Tara Miele           | Ebony Gilbert                   | 0.85              | T13.21962        | 16 de fevereiro de 2020  |
| Sophie e Jacob pedem testemunho ao Dr. Campbell, que concorda se ele puder examinar Mouse. Alice visita Mouse e fica sabendo de seu doppelgänger enquanto ela continua a sofrer de enxaquecas. Quando ela a conhece na Torre Wayne, Beth teoriza que apenas um deles pode ser salvo. Lembrando que o sangue de Mary tem o antídoto "cura-tudo", Alice a ataca em sua clínica para se salvar, mas Mary deixa Alice algemada a uma cama da clínica e foge para dar seu sangue a Kate para que ela possa salvar Beth. Enquanto isso, Jacob é atacado por Dodgson, depois salvo por Reggie, que espera que ele o pague antes que os outros prisioneiros descubram. Campbell visita Mouse na UTI, revelando-se como August. Exfiltrando Mouse posando como guarda, August o deixa preso em um local desconhecido para que ele possa atacar Alice. Depois de dar a Beth a amostra de sangue, Kate atende uma Alice enfraquecida enquanto Luke afasta Beth dos Corvos. Embora Sophie siga, pronta para matar Beth, ela decide pedir uma prisão. August ataca Beth em vez disso, confundindo-a com Alice, permitindo que a própria Alice se recupere rapidamente e nocauteie Kate. |              |                                             |                      |                                 |                   |                  |                          |
| 13 | 13           | "Drink Me"                                  | Dermott Daniel Downs | Jerry Shandy                    | 0.82              | T13.21963        | 23 de fevereiro de 2020  |
| Com a verdade do assassinato de Catherine revelada, Jacob é inocentado de todas as acusações e recupera o controle dos Crows. À noite, as pessoas são alvo de um vampiro chamado Nocturna. Quando Batwoman encontra sua última vítima, Nocturna a atordoa ketamina antes de coletar uma amostra de seu sangue. Sophie ajuda a Batwoman antes que os Crows a encontrem; aconselhando-a a manter distância. Mary trata Kate antes que esta trabalhe com Jacob para atrair Nocturna. Depois de falar com Kate, Alice substitui o Mouse desaparecido por um manequim antes de ser atacada por Noturna. Usando reconhecimento facial, Luke reconhece Nocturna como Natalia Knight, que sofre de porfiria. Kate encontra Alice no momento em que Nocturna ataca Mary. Alice doa seu sangue para salvar Mary antes que Kate confronte Nocturna e a derrote com uma luz UV forense. Jacob confronta Sophie depois de ver imagens dela ajudando Batwoman e implora que ela escolha um lado antes de suspendê-la até novo aviso. Mary se lembra de encontrar ketamina no sistema de Kate e percebe que ela é a Batwoman, enquanto Alice percebe que Campbell é na verdade August. Kate visita Sophie pelo Bat-Sinal e elas se beijam. |              |                                             |                      |                                 |                   |                  |                          |
| 14 | 14           | "Grinning from Ear to Ear"                  | Michael Blundell     | Denise Harkavy                  | 0.75              | T13.21964        | 8 de março de 2020       |
| Em flashbacks, Duela Dent luta para fazer seu rosto parecer "normal", então ela quebra um espelho e usa seus cacos para cortar seu rosto. No presente, Duela tem como alvo os influenciadores de mídia social. Ainda suspensa, a mãe de Sophie a visita. Ao saber de seus problemas de relacionamento atuais, no entanto, ela sai decepcionada. August liga Mouse a uma lata de toxina do medo e diz a ele que matou Alice. Enquanto investiga Duela, Batwoman determina seu próximo alvo, Myrtle, e salva por pouco a mãe da menina depois que Duela a ataca. Depois disso, Luke descobre que Myrtle mudou seu nome para Veronica May e as vítimas de Duela estavam todas ligadas ao Dr. Campbell. Batwoman e Sophie mais tarde encontram Duela assim como ela deve jogar Veronica em ácido. Enquanto Batwoman resgata o último, Sophie subjuga o primeiro e a deixa para a polícia. No entanto, Alice chega a Duela primeiro e rouba seu rosto para que ela possa sequestrar o Dr. Campbell e revelar que conhece sua verdadeira identidade. Enquanto isso, como Luke temia, o advogado de Reggie, Bobby Reeves, o visita para estabelecer a data de novo julgamento de seu cliente à luz de novas evidências. Em meio a isso, Jacob se vê questionando as circunstâncias por trás da morte de Lucius. |              |                                             |                      |                                 |                   |                  |                          |
| 15 | 15           | "Off with Her Head"                         | Holly Dale           | Natalie Abrams                  | 0.75              | T13.21965        | 15 de março de 2020      |
| Em flashbacks, Gabi Kane deu às filhas colares que combinavam com seus brincos. Durante seu tempo com August, Beth sofreu tormentos de sua mãe Mabel, sua "Queen of Hearts". Tomando conhecimento dos brincos de Mabel, ela os rastreou até uma geladeira trancada contendo a cabeça de Gabi. Em retaliação, Beth transformou o tanque de oxigênio de Mabel em um lança-chamas improvisado. No presente, Batwoman encontra um August preso perto do Bat-Sinal e alerta Jacob, que não está disposto a alertar a polícia depois do que Forbes fez com ele. Quando ele pergunta sobre a segunda Beth, Kate afirma que ela era uma "ladrão de pele" para esconder sua verdadeira natureza enquanto Luke e Mary rastreiam seu assassino. Enquanto isso, Alice encontra Mouse e o liberta, mas ele a prende à vasilha e foge, acreditando que ela é seu maior medo. Sob os efeitos da toxina do medo, Alice alucina uma Mabel zumbi atormentando-a antes que ela se liberte. Jacob chega logo depois enquanto procura por Mouse e usa adrenalina para salvá-la antes de prendê-la.Indignada com o que August fez com Beth e sua mãe, Kate acidentalmente o estrangula, para desgosto de Jacob quando ele volta com Alice. |              |                                             |                      |                                 |                   |                  |                          |
| 16 | 16           | "Through the Looking-Glass"                 | Sudz Sutherland      | Nancy Kiu                       | 0.77              | T13.21966        | 22 de março de 2020      |
| Enquanto Jacob enterra o corpo de August, Alice escapa com sua arma. Ela retorna ao esconderijo da Wonderland Gang na esperança de encontrar Mouse, apenas para encontrar sua gangue assassinada e uma nota ameaçadora de Safiyah. Ela convence Kate a ajudá-la a encontrar Mouse, prometendo deixar Gotham depois. Eles visitam uma enfermeira que tratou de Mouse, apenas para descobrir que os Crows o levam para Arkham. Após um desentendimento e briga, Kate concorda em ajudar Alice a libertá-lo. Eles recuperam a chave do celular de Mouse do Dr. Butler, mas quando Alice vai libertá-lo, Kate a tranca; revelando que ela fazia parte de uma operação policial com Jacob para capturá-la. Enquanto isso, Jacob instrui Sophie a investigar a morte de Lucius depois de saber do novo julgamento de Reggie. Um atirador quase a mata, mas Julia a salva. Luke e Mary participam da audiência de Reggie no tribunal, onde ele é concedido seu novo julgamento e liberado. Luke o confronta, mas Reggie afirma que ele foi armado antes de levar um tiro. Sophie mais tarde informa a Jacob que duas pessoas ligadas ao caso de Lucius apareceram mortas antes que o assassino quase o matasse. Ele o derrota, mas o assassino morre de seus ferimentos antes que ele possa ser interrogado. |              |                                             |                      |                                 |                   |                  |                          |
| 17 | 17           | "A Narrow Escape"                           | Paul Wesley          | Daphne Miles                    | 0.63              | T13.21967        | 26 de abril de 2020      |
| Lutando por ter matado August, Kate não se veste por uma semana. Enquanto isso, um criminoso do passado chamado Detonator ressurge; colocando pessoas em coletes anti-bomba. Kate confronta George Adler, que confirma que seu falecido pai era o Detonator original. Reeves é a vítima em seguida, então ele entra em contato com os Crows, que trabalham com o GCPD para evacuar a clínica de Mary. Depois que Kate resgata Mary, ela revela que conhece a identidade de Batwoman. Quando Jacob se torna o último alvo do Detonator, Kate percebe que o agente do Crows, Robles, é o responsável. Batwoman o intercepta e descobre que ele está digitando pontas soltas sobre o assassinato de Lucius e que a última bomba está na garagem subterrânea da Wayne Enterprises. Lá, Batwoman descobre que Robles foi pago por Elliot para obter os diários de Lucius, levando à sua morte acidental e Reggie sendo enquadrado. Luke ouve e Kate o impede de se vingar, admitindo que ela matou August. Luke coloca o prédio em bloqueio, limitando o raio da explosão. Jacob reintegra Sophie enquanto Julia é transferida para os Crows. Enquanto isso, Alice e Mouse, disfarçados de Butler, decidem assumir Arkham para se manterem a salvo de Safiyah. |              |                                             |                      |                                 |                   |                  |                          |
| 18 | 18           | "If You Believe in Me, I'll Believe in You" | James Bamford        | James Stoteraux & Chad Fiveash  | 0.64              | T13.21968        | 3 de maio de 2020        |
| Batwoman planeja ir atrás do diário de Lucius, que atualmente está sendo mantido pelo associado de Elliot, Johnny Sabatino. Com a ajuda de Luke na batcaverna, Kate e Julia se infiltram no clube de Sabatino, apenas para serem capturadas. Em resposta, Luke é forçado a pedir ajuda a Mary para resgatá-los. Enquanto isso, Alice concorda em dar a Elliot um novo rosto em troca do diário e impedir que os Crows o levem a julgamento. Como Sabatino se recusa a desistir do diário, Alice envia Magpie para recuperá-lo enquanto ela e Mouse trabalham no novo rosto de Elliot. Os Crows mais tarde visitam Arkham e encontram o que parece ser Elliot enforcado em sua cela. Enquanto Julia está sendo torturada, Sabatino leiloa a chance de matar Batwoman. No entanto, Mary liberta Batwoman enquanto Julia se liberta antes que eles derrotem os criminosos e recuperem o diário de Lucius antes de Magpie. Depois de conhecer Reagan no clube, Kate tem um caso de uma noite com ela, apenas para descobrir que o diário desapareceu na manhã seguinte. Em outro lugar, Reagan dá a Magpie, que por sua vez dá a Alice. Enquanto despeja sobre o diário no entanto, ela e Mouse descobrem que foi escrito em código. |              |                                             |                      |                                 |                   |                  |                          |
| 19 | 19           | "A Secret Kept from All the Rest"           | Greg Beeman          | Jerry Shandy & Kelly Larson     | 0.70              | T13.21969        | 10 de maio de 2020       |
| Kate invade o apartamento de Reagan e descobre para quem ela deu o diário. Assumindo a identidade de Hush, Elliot sequestra membros da Intelligentsia de Gotham para decifrar o diário em nome de Alice e os mata quando não conseguem. Ele quase sequestra Parker, mas a Batwoman interfere; obrigando-o a fugir. Em resposta, Alice manda Hush atrás de Luke e Julia. Com a ajuda de Mary e Parker, Batwoman confronta Alice e oferece os óculos de Lucius em troca de sua segurança. Uma vez que ela consegue o que ela precisa do diário, Alice libera os presos de Arkham e destrói o disfarce de Mouse antes de escapar para os túneis. Após o incidente, Jacob avisa a Batwoman que uma guerra começará entre ela e os Crows se ela ressurgir. Julia diz a Kate que ela estava atrás do livro para a chefe do Rifle, Safiyah Sohail, mas cancelou o acordo depois de saber o que ele faz. Nos esgotos Alice continua lendo o diário e ordena que seus associados obtenham Kryptonita. |              |                                             |                      |                                 |                   |                  |                          |
| 20 | 20           | "O, Mouse!"                                 | Amanda Tapping       | Holly Henderson & Don Whitehead | 0.74              | T13.21970        | 17 de maio de 2020       |
| Jacob e Batwoman confrontam o fugitivo de Arkham Tim "The Titan" Teslow, apenas para serem derrotados. Mouse mostra a Alice um aplicativo móvel desenvolvido para as pessoas enviarem alertas para os Crows. Depois de saber que a Kryptonita pode perfurar o Batsuit, Luke mostra a Kate um fragmento de Kryptonita que Bruce tinha; intenção de destruí-lo antes que caia em mãos erradas. Batwoman se encontra com o irmão de Tim, Apollo, para avisá-lo, mas Tim o ataca e o mata. Mary acende o Bat-Sinal para chamar a atenção de Jacob e convencê-lo a fazer uma trégua com a Batwoman para parar Tim. Alice mata Mouse quando ele começa a afetar seus planos. Batwoman e os Crows atraem Tim para o Gotham Stadium, mas assim que ela argumenta com ele, os Crows matam Tim e Jacob renega a trégua; forçando Batwoman a fugir. Na sede dos Crows, Jacob reafirma seu desejo de derrubar Batwoman enquanto Sophie aprende sobre Safiyah de Julia. Kate mostra a Luke e Mary a Kryptonita em sua posse, Alice termina o novo rosto de Elliot, fazendo-o parecer Bruce Wayne. |              |                                             |                      |                                 |                   |                  |                          |

### 2ª temporada (2021)
| N.º na série | N.º na temp. | Título                            | Dirigido por        | Escrito por                                       | Exibição original       | Cód. de produção | Audiência (milhões) |
| --- | ------------ | --------------------------------- | ------------------- | ------------------------------------------------- | ----------------------- | ---------------- | ------------------- |
| 21 | 1            | "Whatever Happened to Kate Kane?" | Holly Dale          | Caroline Dries                                    | 17 de janeiro de 2021   | T13.22751        | 0.66                |
| A ex-presidiária desabrigada Ryan Wilder fica surpresa quando o acidente do avião de Kate Kane de National City lhe rendeu um Bat-traje funcional, que ela usa para tentar localizar Alice e vingar a morte de sua mãe adotiva. Tommy Elliot, usando o rosto de Bruce Wayne, se muda para a Mansão Wayne e obtém o fragmento de Kryptonita restante de Luke. Julia rapidamente o identifica como um impostor, já que ele não está familiarizado com o local onde seu pai está morando. Elliot rouba o Batmóvel, vai atrás de Ryan com uma arma contendo a bala de Kryptonita e atira nela. O Bat-traje a protege o suficiente para se recuperar e espancá-lo inconsciente, deixando-o para ser devolvido a Arkham. Ela devolve o Batsuit para Luke e Mary, mas depois percebe alguns efeitos da ferida de Kryptonita. O corpo de Kate não é recuperado, mas Jacob e Mary prometem não desistir da busca. Alice revela a Jacob que Kate foi a primeira Batwoman. Após a prisão de Elliot, Alice encontra uma mensagem de Safiyah escrita em um artigo de jornal descrevendo o desaparecimento de Kate, dizendo a ela para "nos considerar iguais". Enquanto Jacob inutilmente liga o Bat-Sinal, Alice diz ao cadáver de Mouse que uma guerra com Safiyah está chegando e que Batwoman não está presente para detê-la.                                                              |              |                                   |                     |                                                   |                         |                  |                     |
| 22 | 2            | "Prior Criminal History"          | Carl Seaton         | James Stoteraux Chad Fiveash                      | 24 de janeiro de 2021   | T13.22752        | 0.62                |
| Alice atrai um enxame de morcegos para o cadáver de Mouse. Um flashback revela que Kate uma vez salvou Ryan de um assalto. Ryan descobre que seu histórico criminal anterior a impede de conseguir empregos de segurança. Ela impede um assalto e é questionada pelos Corvos. Com base em uma conversa com Sophie, ela deduz que Alice é Beth Kane. Alice embosca Julia e propõe uma aliança contra Safiyah, então a esfaqueia não fatalmente quando ela se recusa. Luke e Mary suspeitam que uma multidão exigindo o retorno de Batwoman será o próximo alvo de Alice. Eles concordam em deixar que Ryan use mais uma vez o Bat-traje e tente dispersá-los. Alice confronta Ryan no telhado e elas lutam. Alice foge quando os morcegos tóxicos atacam a multidão. Ryan controla o ataque, mas muitas pessoas estão infectadas com o mesmo veneno que matou Mouse e Catherine Hamilton-Kane. Por razões desconhecidas, Alice dá a Mary uma amostra do próprio sangue de Mary, que ela dá à Hamilton Dynamics para fazer um antídoto do produto químico Desert Rose. Luke e Mary concordam em permitir que Ryan continue sendo Batwoman na ausência de Kate, desde que ela concorde em não matar ninguém. Sophie encontra Alice e a confronta, mas a agente de Safiyah, Tatiana, captura as duas.                                                                                 |              |                                   |                     |                                                   |                         |                  |                     |
| 23 | 3            | "Bat Girl Magic!"                 | Holly Dale          | Nancy Quem                                        | 31 de janeiro de 2021   | T13.22753        | 0.71                |
| Um assassino chamado Victor Zsasz mata duas pessoas e se corta por cada uma. Sophie e Alice acordam na ilha de Coryana governada por Safiyah, que resgatou e treinou Alice há cerca de cinco anos. Safiyah diz a Alice que ela não matou Kate, mostra o colar de Kate e afirma que ela ainda está viva. Ela exige um serviço de Alice e retorna ambas para Gotham. Ryan aceita um emprego no clube para satisfazer sua agente de condicional Susan Stevens e altera o Batsuit para incluir uma peruca preta. Um dos pacientes de Mary que foi tratado por uma mordida de morcego teve uma remissão espontânea de seu câncer. Safiyah contrata Zsasz para roubar a lista dos tratados com a Desert Rose – Batwoman frustra sua primeira tentativa e depois tem que defender Mary de seu ataque em sua clínica. Ela captura Zsasz e é saudada pela imprensa. Mary pensa que Kate está morta, mas Alice (e, portanto, Sophie) pensa que ela está viva. Os Crows investigam uma nova droga que está sendo comercializada pela False Face Society. Os técnicos de Jacob encontram uma imagem no celular recuperado de Kate - uma pintura de Jack Napier com o nome de Safiyah rabiscado nele. |              |                                   |                     |                                                   |                         |                  |                     |
| 24 | 4            | "Fair Skin, Blue Eyes"            | Menhaj Huda         | Ebony Gilbert                                     | 14 de fevereiro de 2021 | T13.22754        | 0.51                |
| A busca de Batwoman pela False Face Society é interrompida por um menino que pede a ela para encontrar seu irmão Kevin, desaparecido há dois meses. Ryan, que foi sequestrada pela "the Candy Lady" aos 12 anos antes de ser resgatada por sua amiga Angelique, deduz que Kevin também foi levado para uma lavagem cerebral e vendido para uma gangue. Alice pede ajuda a Sophie para encontrar alguém chamado Ocean para Safiyah em troca do qual Safiyah prometeu liberar Kate. Alice revela que ela deve matar Ocean e que planeja matar Kate. Com a ajuda de Luke, Sophie encontra um laboratório ligado a Ocean, e Alice a segue. Eles são interrompidos por um ladrão, mas Alice ainda encontra uma pista da localização de Ocean. Jacob anuncia uma recompensa por informações sobre Kate. Seguindo uma pista, ele é capturado pela False Face Society, cujo mais novo membro Kevin deve matá-lo como iniciação. Batwoman, perseguindo Kevin de forma independente, resgata Jacob e convence Kevin a não matá-lo. A Candy Lady é presa e exposta. Ryan concorda em se mudar com Mary para a antiga casa de Kate acima de seu bar. Ela se reconcilia com Angelique, agora sua ex-amante, que também é a assaltante. |              |                                   |                     |                                                   |                         |                  |                     |
| 25 | 5            | "Gore on Canvas"                  | Norma Bailey        | Daniel Thomsen                                    | 21 de fevereiro de 2021 | T13.22755        | 0.49                |
| O servo de Safiyah, Pike, mata um homem que se encontra com Jacob e é capturado por Batwoman. Relutantemente trabalhando com Jack e Sophie, ela descobre antes de Pike tomar cianeto que a pintura de Napier é um mapa para Coryana. Depois de dormir com Ryan, Angelique pede desculpas por quando Ryan foi pego com suas drogas por dois agentes Crows e enviado para a prisão. A pintura de Napier será leiloada por um "coletivo" de ladrões de arte organizados por Evan Blake, um velho amigo de escola de Kate. Ryan participa do evento com o apoio de Crow e conhece Angelique. Antes que ela possa se transformar no Batsuit, um ladrão muito ágil chamado Wolf Spider rouba a pintura. Impedida por sua ferida de Kryptonita, Batwoman não consegue detê-lo. Os Corvos o perseguem e involuntariamente o atingem com seu veículo. Batwoman o encontra, vê que ele é Evan e o leva para Mary. A pintura que os Corvos recuperaram é uma falsificação. A ferida de kryptonita de Ryan está piorando. Enquanto isso, Alice encontra Ocean, mas se abstém de matá-lo porque sente que o conhece. Eles descobrem que estavam em Coryana ao mesmo tempo, concluem que Safiyah apagou suas memórias, matam alguns dos assassinos de Safiyah e escapam com a verdadeira pintura de Napier.                                                                                     |              |                                   |                     |                                                   |                         |                  |                     |
| 26 | 6            | "Do Not Resuscitate"              | Holly Dale          | Caroline Dries e Daphne Miles                     | 28 de fevereiro de 2021 | T13.22756        | 0.46                |
| Um laboratório da Hamilton Dynamics não consegue reproduzir o poder curativo da Rosa do Deserto. Seu líder Dr. Ethan Rogers envia um paciente mentalmente instável chamado Aaron Helzinger após o segredo. Ryan descobre que sua lesão de Kryptonita a está envenenando fatalmente e ela aparentemente precisa da Rosa do Deserto para viver. Helzinger bate no carro que leva Mary e Jacob e os leva como reféns na clínica de Mary. Sob pressão, Mary conta a ele sobre Coryana e depois tem que confessar sua ilegalidade clínica para Jacob, que planeja fechá-la. Enquanto isso, Sophie força Ryan a trair Angelique grampeando seu telefone para localizar Ocean. Ela o encontra com Alice, que concluiu que os dois eram amantes em Coryana e conspiraram juntos para sair com a Rosa do Deserto. Depois que Ocean queima o sangue do mapa, Sophie o pega com uma arma e o leva para a clínica, onde Batwoman chega e subjuga Helzinger. Um Rogers mascarado então chega e pega o mapa ameaçando matar Sophie. Sophie ouve Angelique descobrir a traição de Ryan e deixá-la. Alice mata um chamariz de Ocean e convoca Tatiana para recuperá-la e o corpo, enquanto ainda trabalha com o verdadeiro Ocean. |              |                                   |                     |                                                   |                         |                  |                     |
| 27 | 7            | "Better to Stop Searching"        | Avi Youabian        | Jerry Shandy                                      | 14 de março de 2021     | T13.22757        | 0.55                |
| Apesar da Kryptonita entrar em seu cérebro e causar alucinações, Ryan continua sua busca por Alice apesar das objeções de Mary e Luke. Ela leva o Batmóvel para visitar Angelique como Batwoman para encontrar uma pista sobre Ocean. Alice captura Tatiana, que conta a ela como Safiyah puniu Ocean e Alice por ter seu hipnotizador Enigmaremova não apenas suas memórias um do outro, mas a consciência emergente de Alice, deixando o lado psicopático de sua personalidade. Os Crows atacam o laboratório de Hamilton, mas descobrem que as forças de Safiyah mataram o Dr. Rogers e todo o seu povo e aparentemente destruíram o mapa, deixando a mensagem "É melhor você parar de cavar". Batwoman segue a liderança de Angelique para a sala de cultivo de Ocean, que está deixando Gotham e Alice. Batwoman encontra Alice lá e se revela como Ryan, mas Alice recusa a culpa pela morte de sua mãe adotiva Cora. Eles lutam - Batwoman eventualmente ganha vantagem, mas se recusa a matar Alice quando ela é castigada por uma alucinação de Cora. Mais tarde, ela revela a Luke e Mary que ela plantou um rastreador em Alice para que eles possam segui-la enquanto Tatiana a leva para Coryana. |              |                                   |                     |                                                   |                         |                  |                     |
| 28 | 8            | "I Survived Much Worse"           | Holly Dale          | Natalie Abrams                                    | 21 de março de 2021     | T13.22758        | 0.54                |
| Como Luke parece incapaz de ir, ele diz a Jacob e Sophie para irem para Coryana, mas o povo de Safiyah sequestra Jacob e Sophie e os leva para Coryana de qualquer maneira. Ryan como Batwoman toma uma injeção de coquetel de adrenalina potencialmente mortal e se esconde em um avião antes de saltar de paraquedas em Coryana. Ela logo é capturada, mas conta a Safiyah sobre o falso Ocean, pelo qual Safiyah promete uma dose de Rosa do Deserto. Safiyah captura o verdadeiro Ocean e diz a Alice que ela lhe dará Kate se ela esfaquear Ocean, o que ela faz. No entanto, Safiyah nunca teve Kate. Ocean se recupera desde que a lâmina da adaga foi forjada com soro de Rosa do Deserto. Safiyah fica irritada com Tatiana e a esfaqueia com a mesma adaga. Alice se vinga de Safiyah por enganá-la queimando sua reserva da Rosa do Deserto. Julia reaparece e salva Luke e Mary do assassino Dire-Flail e fornece evidências de que Kate morreu no acidente de avião. Luke descobre que a planta de Ryan é uma amostra de Rosa do Deserto depois que Dire-Flail sangrou nela e implora a Sophie para mantê-la viva tempo suficiente para retornar a Gotham. Uma pessoa desfigurada usando o colar de Kate é vista em algum lugar em um esgoto. |              |                                   |                     |                                                   |                         |                  |                     |
| 29 | 9            | "Rule #1"                         | Michael Blundell    | Nancy Kiu & Maya Houston                          | 28 de março de 2021     | T13.22759        | 0.44                |
| Jacob e os outros fazem um funeral para Kate, mas Black Mask tem Kate em cativeiro. Um mês depois, o GCPD está cooperando com a Batwoman contra a False Face Society. Uma mulher confronta o comissário Forbes, e mais tarde naquela noite ela o vê assassinado enquanto ela está marcando a delegacia. Ela é a irmã mais nova de Sophie, Jordan, e pede ajuda, mas não coopera com os Corvos. Sophie e Batwoman a salvam de um ataque. Angelique afirma que vai deixar o False Faces e quer Ryan de volta. Mas Jordan viu uma pulseira usada por Angelique, fazendo dela a motorista do carro de fuga. Batwoman aparentemente convence Angelique a cooperar, mas Black Mask captura ela e Batwoman. Como Black Mask revela, ele começou o False Face quando sua filha foi morta pela última Batwoman. Sophie chega e resgata Batwoman, que então resgata Angelique, mas ela confessa o único assassinato de Forbes, desde que Black Mask ameaçou matar Ryan. Alice se imagina conversando com a jovem Kate e vendo seu gato morto vivo. Julia percebe estranhas falhas de memória. Black Mask revela a uma mulher que Kate perdeu o rosto no acidente. A mulher – Enigma – promete que esquecerá ser Kate Kane. |              |                                   |                     |                                                   |                         |                  |                     |
| 30 | 10           | ""Time Off for Good Behavior""    | Eric Dean Seaton    | Chad Fiveash & James Stoteraux                    | 11 de abril de 2021     | T13.22760        | 0.48                |
| Batwoman interrompe a produção de Snakebite e apenas Ocean e Angelique podem fazer mais. Jacob é forçosamente dado Snakebite e ele experimenta resgatar Beth. Jacob consulta com o Dr. Rhyme e Sionis deixa mais, que ele injeta novamente. Alice convida Julia para ajudá-la a encontrar a Enigma e ela descobre por que perdeu a memória. Julia confronta Enigma, mas com uma seringa em sua bengala, Enigma faz uma lavagem cerebral nela e de repente Julia anuncia uma transferência para Berlim. Jordan abre um centro juvenil, mas um novo vilão "Kilovolt" o destrói com uma arma elétrica. Batwoman conta a um repórter chamado Horten Spence sobre uma conspiração para atacar centros juvenis. Kilovolt atinge Spence, mas Batwoman o resgata e pega a arma. Luke encontra uma impressão digital na arma de um Michael Kastrinos encarcerado. Ryan o reconhece e eles determinam que o CEO da prisão Ellis O' Brien é o mentor. Batwoman o confronta, cujos homens têm três zappers, mas Luke a salva. O'Brien é preso e o centro juvenil é reconstruído. Depois que Ryan convence Angelique a citar nomes, Black Mask tem aqueles que mataram Forbes, mas ainda assim Angelique é liberada. Os False Faces interceptam o transporte de proteção a testemunhas, matam os agentes Crows e sequestram Angelique.                                                         |              |                                   |                     |                                                   |                         |                  |                     |
| 31 | 11           | ""Arrive Alive""                  | Mairzee Almas       | Daniel Thomsen & Daphne Miles                     | 18 de abril de 2021     | T13.22761        | 0.56                |
| Agora que Black Mask tem Angelique para fazer Snakebite, ele recruta novos motoristas para transportar ingredientes para seu laboratório. Batwoman para um dos motoristas, apenas para descobrir Sophie, interrompendo sua infiltração. Jacob, ainda agindo de forma irregular, substitui Sophie pelo agente do Crows Russell Tavaroff na força-tarefa. Ryan convence Sophie a substituir o motorista no carro de Mary. Ela completa a entrega da toxina do medo com a ajuda de Luke e sua IA Batmóvel e coloca um rastreador nas latas. Sophie segue o rastreador até o Black Mask. Ela é resgatada por Batwoman, e eles capturam Black Mask, mas ele força sua libertação ameaçando Angelique. Agente Tavaroff encontra o sangue de Batwoman onde ela e Black Mask lutaram. Em outro lugar, Alice mantém a Enigma como refém, tentando remover suas memórias de Kate. Alice tenta parar suas alucinações com a jovem Kate, mas falha e alucina Ocean. O verdadeiro Ocean invade o escritório e confronta Alice por escolher matá-lo. Eles lutam, e Enigma escapa, liberando suas memórias um do outro. Angelique diz a Black Mask que sua receita Snakebite não é confiável e ela deve encontrar Ocean. Sophie mais tarde examina o carro de Mary e encontra a IA, descobrindo que Ryan é a Batwoman.                                                                           |              |                                   |                     |                                                   |                         |                  |                     |
| 32 | 12           | ""Initiate Self-Destruct""        | Glen Winter         | Teleplay by: Jerry Shandy Story by: Zack Siddiqui | 2 de maio de 2021       | T13.22762        | 0.43                |
| Black Mask finalmente revela seu plano para Enigma e Kate Kane fortemente enfaixada. Ele coloca uma máscara - uma réplica feita do rosto de sua falecida filha Circe Sionis - em Kate, e Enigma a faz esquecer todas as suas memórias e ter as memórias de Circe. Os Face Falses interrompem seu encontro com o tasing de Alice e sequestrando Ocean. Quando Batwoman rastreia Angelique, ela descobre que Alice matou todos lá e sugere uma aliança para resgatar Angelique e Ocean. Eles trabalham juntos para libertar os dois e destruir o Snakebite que prepararam, mas Ocean é baleado, e "Circe" captura Alice - Batwoman se recusa a salvá-la. Sophie junto com o Bat Team não pode apagar a amostra de DNA da Batwoman, mas exclui o banco de dados Crow de Ryan, frustrando uma partida. Ao fazer isso, Sophie descobre que o Comandante Kane está em Snakebite. Agora livre da False Face Society, Angelique entra no Programa de Proteção a Testemunhas. Ryan decide ficar em Gotham. Mary reabre sua clínica enquanto Sophie lhe dá o Snakebite que ela encontrou no escritório de Jacob. Black Mask está prestes a matar Alice, mas diz a "Circe" para levar Alice para o porão. |              |                                   |                     |                                                   |                         |                  |                     |
| 33 | 13           | ""I'll Give You a Clue""          | Marshall Virtue     | Caroline Dries & Natalie Abrams                   | 9 de maio de 2021       | T13.22763        | 0.40                |
| Cinco anos atrás, o apresentador de game show Arthur Brown ameaçou explodir seu estúdio, mas foi pego quando seu enigma foi resolvido, aparentemente por Sophie, que ganhou uma promoção. Agora Brown escapou da prisão e planeja atormentar Sophie. Quando Brown dá a pista, ela está com Mary e Ryan, que trabalham juntos para resgatar sua primeira vítima – a filha de Brown, Stephanie. Eles descobrem que Stephanie é uma especialista em quebra-cabeças, que realmente resolveu o enigma de Sophie e tem um criptograma escrito nela. Enquanto ela e Luke trabalham na mensagem, os outros três vasculham o estúdio, mas Ryan e Mary estão presos sob uma bomba. Ryan tem que enviar Sophie para obter ajuda da Batcaverna, saindo sozinha. Enquanto isso, Stephanie nocauteia Luke para confrontar Brown, que planeja matá-la, mas Luke se recupera para salvá-la. Enquanto isso, durante o sonho de mordida de cobra de Jacob com Beth e Kate, Alice pede ajuda, mas ele acha que está tendo alucinações. Mais tarde, levado para a clínica de Mary, códigos de Jacob. Black Mask e Circe torturam Alice, mas ela não conta a eles a identidade da Batwoman, embora ela revele que sabe quem esses dois realmente são. Alice para, oferecendo-se para dar um novo rosto a Circe – colocando-o, ela percebe que é Kate.                                                  |              |                                   |                     |                                                   |                         |                  |                     |
| 34 | 14           | ""And Justice For All""           | Robert Duncan       | Ebony Gilbert & Maya Houston                      | 16 de maio de 2021      | T13.22764        | 0.35                |
| Black Mask, satisfeito com a nova cara de Circe, solta Alice. Ela sequestra Enigma e exige que ela restaure Kate. Quando Alice vai encontrar um item, Ocean a encontra. Juntos, eles retornam ao Enigma, mas assim que Enigma está prestes a dizer a Alice a palavra-chave para a hipnose de Kate, Ocean mata Enigma, dizendo a Alice que é melhor não ter Kate de volta. Enquanto isso, enquanto dois oficiais do GCPD assediam um evento beneficente no clube, Ryan os confronta, que prendem ela e Luke (que tentou desarmar as coisas). Quando Sophie confronta os mesmos policiais brancos racistas, eles também a prendem. Os três encontram um prisioneiro chamado Eli. Imani consegue um advogado para tirá-los. Enquanto isso, o novo Snakebite transformou muitos viciados em monstros comedores de carne. Uma vítima encontra a clínica de Mary onde Jacob se recuperou, ajuda Mary com as vítimas e admite seu vício por ela. Ela isola uma cura, mas Batwoman deve injetar cada vítima para salvá-las. Ela tenta isso, mas o agente Tavaroff, contra as ordens de Sophie, leva seus Corvos para massacrar as vítimas restantes na igreja. Sophie acaba deixando os Crows. Enquanto Luke sai de uma garagem e tenta impedir que Eli seja preso e vá para a cadeia, Tavaroff chega e atira em Luke no peito.                                                           |              |                                   |                     |                                                   |                         |                  |                     |
| 35 | 15           | ""Armed and Dangerous""           | Holly Dale          | Nancy Kiu                                         | 6 de junho de 2021      | T13.22765        | 0.43                |
| Enquanto Luke é levado às pressas para o hospital em estado crítico do tiroteio, Tavaroff mente deliberadamente alegando ter visto Luke segurando uma arma enquanto roubava o carro e depois produz um vídeo adulterado mostrando isso. Enquanto Mary prepara uma dose de Desert Rose para salvá-lo, Luke em coma alucina ao ver seu pai Lucius Fox e Bruce dizendo a ele que ele deve decidir se continua vivendo ou se junta a ele na vida após a morte. Batwoman primeiro interroga Eli, depois Tavaroff, mas os corvos igualmente racistas de Tavaroff o resgatam batendo nela com um carro. Mary não consegue passar por dois guardas Crows para entregar a cura a Luke, mas consegue distraí-los enquanto Wolf Spider entra no quarto do hospital e o faz. Luke finalmente acorda, pois só então em sua alucinação ele decide morrer. A pedido de Sophie, Jacob confronta e suspende o racista e corrupto Tavaroff, ao que ele o agride. Ele e os Crows envolvidos planejam matá-lo com Snakebite até que Batwoman o salve. Ela desafia Jacob a dissolver os Crows, o que ele faz enquanto conta ao público a verdade sobre o que realmente aconteceu. Enquanto Jacob sai, Alice conta a ele sobre Kate e propõe que eles trabalhem juntos para salvá-la. Enquanto Ocean se livra do corpo de Enigma, Alice sugere que sua bengala é como a de alguém que eles viram antes. |              |                                   |                     |                                                   |                         |                  |                     |
| 36 | 16           | ""Rebirth""                       | Michael A. Allowitz | Daniel Thomsen                                    | 13 de junho de 2021     | T13.22766        | 0.43                |
| Tatiana mata o homem (em proteção a testemunhas) cego pela Circe original. Batwoman tem apenas a ajuda de Mary para reagir, já que Luke está confrontando Tavaroff (agora livre sob fiança) em um clube de aplicação da lei onde conhece John Diggle. Luke supera Tavaroff no pôquer, mas Tavaroff depois o ataca do lado de fora. Diggle o ajuda e eles falam sobre seus pais, o que inspira Luke a responder a uma convocação do Bat-sinal. Alice e Jacob trazem Circe para o edifício Crow deserto e tentam restaurar sua memória. Ela reconhece um pouco sair do armário para Alice e reconhece Sophie, mas não Mary. Mas a personalidade de Circe se afirma assim como a False Face Society captura Jacob e Safiyah captura Alice. Batwoman oferece a Safiyah sua planta Desert Rose para a vida de Alice. Ela fica impressionada e aceita, mas promete destruir o que Alice mais ama. Quando Alice corre para o covil de Ocean, ela mata Tatiana (usando a adaga não mágica), mas o encontra morto. O GCPD do lado de Black Mask prende Jacob por ser cúmplice de Alice, revelando sua identidade no noticiário de Metróplis. Enquanto Circe retorna ao Black Mask e exige a verdade, Safiyah chega e diz que ela merece ou então ela lhe contará a verdade. |              |                                   |                     |                                                   |                         |                  |                     |
| 37 | 17           | ""Kane, Kate""                    | Carl Seaton         | James Stoteraux & Chad Fiveash                    | 20 de junho de 2021     | T13.22767        | 0.45                |
| A Bat-equipe está satisfeita com o progresso de Circe em sua memória, mostrando os diários de Kate e dando a ela as chaves de sua bicicleta. Ela, no entanto, vai direto para Black Mask e Safiyah, revelando os segredos da Batcaverna. Black Mask contrata a maioria dos Crows restantes, tornando Tavaroff seu tenente. Ryan volta para sua van da antiga casa de Kate. Ela pega um laptop de um funcionário de baixo nível para aprender sobre a conexão entre Black Mask e o GCPD, mas eles a rastreiam e a prendem. Susan é cética, mas finalmente desafia os policiais, que apontam uma arma para ela. Batwoman os derrota e escapa. O insuspeito Bat-team pede a Circe para se vestir para ajudar Ryan, mas ela os droga, os aprisiona e leva o tesouro de dispositivos vilões de Batman, como a flor de pulverização de ácido do Joker, A lama de Clayface, o dente do Killer Croc, o chapéu do Mad Hatter, o guarda chuva do Pinguim e algumas plantas da Poison Ivy para ajudar Safiyah a restaurar a Rosa do Deserto de Coryana. Enquanto isso, Safiyah visita Alice sozinha enquanto ela espalha as cinzas de Ocean. Ela pede a Alice para voltar com ela para Coryana, e Alice joga junto, mas depois apunhala Safiyah com a adaga mágica, matando-a temporariamente.                                                                                               |              |                                   |                     |                                                   |                         |                  |                     |
| 38 | 18           | ""Power""                         | Holly Dale          | Caroline Dries                                    | 27 de junho de 2021     | T13.22768        | 0.41                |
| Black Mask causa um apagão em toda a cidade e na TV incita a população à anarquia. Luke vasculha as coisas de seu pai e encontra lá um Batsuit funcionando, construído secretamente por Lucius. Black Mask injeta Venom e Snakebite de Bane em Tavaroff, que paralisa, mas depois revive e ataca Mary. Black Mask cobre a fuga de Circe de Ryan e Alice com a maioria dos itens do Bat-vilão, mas Alice o subjuga com a flor de pulverização de ácido do Joker. Mary acha que o aerossol Snakebite de Tavaroff pode funcionar em Kate. Quando Mary cai, Luke a salva e derrota Tavaroff. Vesper lê a carta de Batwoman para Gotham, que os inspira a colocar símbolos de morcego em suas janelas, o que inspira Ryan a continuar sem o traje. Ela pára Circe com o Batmóvel e ajuda Alice a pulverizar Circe com Snakebite enquanto ambos caem no rio. Alucinante, Alice se despede de Ocean e Kate finalmente resgata Beth – Ryan e Alice revivem Kate, que reconhece Beth, assim que Alice é presa. Kate abençoa Ryan como Batwoman e planeja deixar Gotham, visitando Jacob e Kara antes de procurar Bruce. Em Arkham, Alice diz a Ryan que sua mãe biológica ainda está viva. No rio, vários itens de vilões de morcegos flutuam, incluindo as plantas agora desenfreadas de Poison Ivy.                                                                                      |              |                                   |                     |                                                   |                         |                  |                     |

### 3ª temporada (2021)
| N.º na série | N.º na temp. | Título                        | Dirigido por     | Escrito por                                     | Exibição original | Cód. de produção | Audiência U.S. (milhões) |
| --- | ------------ | ----------------------------- | ---------------- | ----------------------------------------------- | ----------------- | ---------------- | ------------------------ |
| 39 | 1            | "Mad as a Hatter"             | Holly Dale       | Caroline Dries                                  | 0.47              | T13.23151        | 13 de outubro de 2021    |
| Aproximadamente duas semanas se passaram desde os eventos do final da segunda temporada. O fã de Alice, Liam Crandle, compra o chapéu perdido do Mad Hatter, descobre seu segredo e decide se tornar o segundo Mad Hatter. Alice aparentemente recebe cartões postais de Jacob quando é visitada por Mary. Ryan Wilder recupera o raminho de hera venenosa, pois Luke Fox tem problemas com as falhas de seu traje. Renee Montoya pede ao prefeito Hartley que a deixe agir antes que Gotham City se torne "a versão de Jim Gordon novamente" again. Durante a formatura, Mad Hatter controla a mente de Mary para remover os órgãos do presidente da universidade, fazendo com que Ryan relutantemente tire Alice do Arkham Asylum. Alice confronta Mad Hatter para desfazer o controle mental enquanto ela o apunhala pelas costas. Depois, Alice é devolvida a Arkham por Luke. Ryan cria o codinome "Batwing" para Luke e recusa as informações de Sophie sobre sua mãe verdadeira. A CEO da Jeturian Industries, Jada Jet, é informada sobre uma violação de segurança sobre ela, Mary recebe um pacote de Kate e Luke encontra uma IA. versão de seu pai Lucius Fox em seu capacete. Tendo aprendido a identidade de Batwoman com Alice, Renee a chantageia para trabalhar com Alice para encontrar e neutralizar todos os itens do Batvilão.                                         |              |                               |                  |                                                 |                   |                  |                          |
| 40 | 2            | "Loose Tooth"                 | Jeffrey Hunt     | Chad Fiveash & James Stoteraux                  | 0.49              | T13.23152        | 20 de outubro de 2021    |
| Montoya explica que qualquer violação deixará Alice em confinamento solitário em Arkham para sempre. Sua primeira missão é lidar com Killer Croc-como situação envolvendo o dente de Killer Croc. Enquanto Jada Jet reclama sobre espionagem industrial para Ryan, o CEO interino da Wayne, Sophie diz a Ryan que that Jada é sua mãe biológica. Mary conhece o Lucius Fox A.I. enquanto Luke especula que o estado de saúde estava por trás da falha. Alice determina os campos de caça de Killer Croc, e Batwoman e Alice vão para lá à noite, onde a jovem Whitney foi sequestrada. Em um esgoto eles encontram Mason, cujo filho Steven foi infectado pelo dente e se tornou o monstro. Para proteger Steven, Mason subjuga Batwoman com um aguilhão de gado, também fritando o monitor de tornozelo de Alice antes que Steven a arraste para longe. Batwoman encontra Mason morto, resgata Whitney, e subjuga Steven, enquanto Batwing pega Alice e injeta nanobots de rastreamento nela. Com Whitney resgatada e o dente de Killer Croc sob custódia de Montoya, Vesper relata que Alice e Killer Croc 2.0 estão em Arkham, este último em um habitat especial. Montoya abre a amostra de Poison Ivy e descobre que é falsa. Ryan visita Jada e anuncia sua filiação a ela. |              |                               |                  |                                                 |                   |                  |                          |
| 41 | 3            | "Freeze"                      | Greg Beeman      | Nancy Kiu                                       | 0.42              | T13.23153        | 27 de outubro de 2021    |
| Jada está impressionada com Ryan, mas não quer nada com ela. Seu charmoso filho, por outro lado, quer trabalhar com Ryan pelas costas de Jada. O congelamento repentino de um ônibus urbano aponta para o falecido Victor Fries, cuja viúva Nora sobreviveu sendo descongelada, mas agora está enferma, embora curada de sua doença original. Batwoman invade o armário de evidências do GCPD para a máquina de Fries. Antes de chegar lá, a irmã de Nora, Dee, o roubou, pois ambos são sequestrados por mercenários que trabalham para um cliente desconhecido. Com a ajuda de Batwing, Batwoman recupera a máquina e resgata Nora e Dee, mas o mercenário líder escapa. Alice reclama que está doente, alucinando os nanobots rastejando dentro de sua pele, e não consegue escapar quando Nora fica indiferente a ser feita refém. Depois que Mary visita Nora e Dee em um parque e oferece mais ajuda médica, ela é subitamente agarrada por uma videira e arrastada. |              |                               |                  |                                                 |                   |                  |                          |
| 42 | 4            | "Antifreeze"                  | Holly Dale       | Daniel Thomsen                                  | 0.52              | T13.23154        | 3 de novembro de 2021    |
| Ninguém está interessado na estranha pernoite de Mary no parque, já que Ryan é festejada como uma das jovens líderes empresariais de Gotham. Quando ela conhece Marquis lá, Jordan desaparece de repente, e quando Marquis os ajuda a encontrá-la, ela foi congelada de alguma forma à temperatura ambiente. Alice convenceu Montoya a deixá-la sair novamente depois que Mary especula que suas alucinações podem vir de drogas dadas a ela em Arkham. Alice determina que a Black Glove está congelando pessoas, revivendo-as sem sucesso até que Jordan (que as estava investigando) seja recuperado. Ryan descobre que Jada vazou para Vesper que os fundos de Wayne foram desviados para um orçamento negro (na verdade, o da Batcaverna). Como tanques de estoque de Wayne, Luke e Wayne PR funcionário Charlie são capazes de vender o desvio como um projeto de defesa confidencial para A.R.G.U.S. com a ajuda de John Diggle, mas o conselho de administração pede que Ryan renuncie ao cargo de CEO interino, já que Wayne corre o risco de uma aquisição hostil caso ela não o faça. Um agente da Black Glove entrega a Jada o que ele diz ser uma técnica confiável de congelamento e descongelamento. Jada planeja usar isso em Marquis enquanto afirma que ele estará de "licença".                                                                                          |              |                               |                  |                                                 |                   |                  |                          |
| 43 | 5            | "A Lesson from Professor Pyg" | David Ramsey     | Caroline Dries & Ebony Gilbert                  | 0.37              | T13.23155        | 10 de novembro de 2021   |
| Batwoman pega Alice do apartamento de Sophie para olhar para um homem estrangulado com um chicote. Renee acha que pode ser da Mulher-Gato - não é, mas Alice revisa arquivos antigos com Renee. Ela identifica o assassino como vilão menor Flamingo, mas também aprende sobre a história de Renee com Poison Ivy. Os poderes e hábitos de Ivy podem ser transmitidos por infecção, e Alice suspeita que isso tenha acontecido com Mary. Enquanto isso, Ryan foi convidada para jantar por Jada e traz Sophie como convidada para que ela possa incomodar o escritório de Jada. O chef serve vinho doseado com um paralítico e se revela como o Professor Pyg, cuja vida foi arruinada quando Jada o demitiu. Ryan, Sophie e os Jets fogem para o quarto do pânico de Jada, depois que Ryan esfaqueia Pyg. Enquanto Ryan sai para encontrar um epipen, Jada nega a Sophie que ela sabia sobre os experimentos dos Black Gloves. Ryan desmaia quando Jada se rende. Ryan finalmente consegue usar um epipen em Marquis, que se recupera e esfaquiea Pyg até a morte. Jada diz a Ryan que planeja congelar Marquis porque ele é sociopata desde que o Joker o chocou com sua campainha de alegira. A cena final tem Marquis espalhando sangue pelos lábios no estilo do Joker. |              |                               |                  |                                                 |                   |                  |                          |
| 44 | 6            | "How Does Your Garden Grow?"  | Robert Duncan    | Jerry Shandy & Natalie Abrams                   | 0.41              | T13.23156        | 17 de novembro de 2021   |
| Um homem é encontrado sepultado em um favo de mel com abelhas, alertando a polícia e Montoya. Sophie pergunta a Renee sobre a Luva Negra que congelou o Jordan atualmente em recuperação, e Renee aconselha Sophie a ficar longe deles. Mary revive o homem, que afirma que Mary fez isso. Aparentemente, Mary foi infectada pelas plantas de Ivy - ela não se lembra de nada, mas se algema a um console. Batwoman e Alice mais tarde encontram o agente da Black Glove, Virgil Getty, que congelou Jordan e seus amigos, enterrados até o pescoço no solo, aparentemente por Mary. Ryan mantém Getty de Renee, mas Alice vaza sua localização para Sophie, que tortura Getty sobre Black Glove antes que Batwoman o impeça. Getty se mata para proteger os segredos de Black Glove. Alice usa a luz do sol para transformar Mary, que nocauteia Luke e é libertada por Alice. A nova Poison Mary atrai Batwoman e Batwing para os jardins botânicos, onde ela os prende e os subjuga com plantas, fugindo com o componente Batwing com a IA para Lucius Fox, e repreende Ryan e Luke por ignorá-la por semanas. Renee os liberta enquanto os repreende por não contar a ela sobre a infecção de Mary. Enquanto Sophie e Renee se beijam depois de uma bebida juntos, Ryan pede um favor de Jada. Alice rouba um carro e sai com Poison Mary.                                              |              |                               |                  |                                                 |                   |                  |                          |
| 45 | 7            | "Pick Your Poison"            | Holly Dale       | Kelly Ota & Emily Alonso                        | 0.46              | T13.23157        | 24 de novembro de 2021   |
| Ryan ajuda Jada a capturar Marquis em troca de uma cura para a condição de Mary. Enquanto Jada se prepara para colocar Marquis em animação suspensa, ele escapa e rouba a cura. Alice e Mary fogem de Gotham, planejando dar a Alice uma transfusão de sangue completa para livrá-la das nanomáquinas rastreadoras. Marquis força seu caminho para a Torre Wayne e deixa Luke inconsciente. Ryan confronta Marquis, que a obriga a passar o controle da Wayne Enterprises para ele em troca da cura de Mary. Os crescentes poderes de controle mental de Mary permitem que ela encontre rapidamente doadores de sangue suficientes para Alice, e eles completam a transfusão. Ryan consegue rastrear Mary, mas o último a hipnotiza para revelar o que ela faria se Mary não tomasse a cura. Mary chama vines para prender Ryan e destrói a cura, dizendo que a persona Poison Ivy é seu verdadeiro eu, antes de fugir com Alice. Com Luke selando a Batcaverna para impedir que Marquis a encontre, Ryan, Luke e Sophie assistem enquanto Marquis faz sua estréia pública como o novo CEO da Wayne Enterprises, prometendo colocar um sorriso nos rostos da população de Gotham. Como Alice também assiste a este evento, Mary faz uma estreia semelhante no traje de Hera Venenosa enquanto abraça sua nova identidade de vilã.                                                           |              |                               |                  |                                                 |                   |                  |                          |
| 46 | 8            | "Trust Destiny"               | Marshall Virtue  | Ebony Gilbert & Daphne Miles                    | 0.52              | T13.23158        | 12 de janeiro de 2022    |
| Em flashbacks, Renee traiu sua amante Poison Ivy com a fórmula dessecante de Batman para evitar seu ecoterrorismo. No presente, Poison Mary e Alice devem usar suas habilidades de controle mental em um hotel Metropolis depois que Luke hackeia os cartões de crédito de Mary. Em Gotham City, Ryan, Sophie e Renee invadem a festa de Marquis em Wayne, subjugam os guardas e chegam à Batcaverna. Lá Ryan se torna Batwoman e isola um batimento cardíaco fraco onde Hera Venenosa foi escondida por Batman nas profundezas da Batcaverna. Poison Mary se infiltra na festa e se encontra com Marquis, onde ela sussurra algo para ele. Depois de obter a cópia da fórmula de dessecação do corpo de Poison Ivy, Batwoman vai para o telhado para enfrentar Poison Mary, mas encontra Marquis, mantendo Luke refém. Durante a luta, Marquis é atingido com a fórmula de dessecação enquanto Poison Mary escapa. Depois de rastrear Alice, Sophie procura no escritório de Renee. Enquanto Marquis é colocado na mesa na clínica de Mary, Batwoman liga para Jada para trabalhar em outra tentativa de curar Marquis. Sophie diz a Batwoman que encontrou a campainha de alegria de Joker lá, concluindo que a missão do troféu Batvillain de Renee tinha como objetivo deixá-la encontrar e resgatar Poison Ivy. Na Batcaverna, Ivy e Renee se foram.                                   |              |                               |                  |                                                 |                   |                  |                          |
| 47 | 9            | "Meet Your Maker"             | Michael Blundell | Caroline Dries & Maya Houston                   | 0.44              | T13.23159        | 19 de janeiro de 2022    |
| Ryan, Sophie e Luke procuram Poison Ivy em um parque nacional, onde ela está escondida com Renee e não volta ao poder total. Jada se reúne com seu velho amigo, John Diggle, e eles procuram a campainha de alegria do Coringa para ajudar a tratar Marquis. Alice se vê arrastada para um local por Poison Mary, que está sendo chamada por Poison Ivy. O Bat Team é atacado pelas plantas de Poison Ivy, fazendo com que eles se refugiem em uma cabana. Ao chegar, Poison Mary coloca Alice para dormir para que ela não interfira. Poison Ivy paralisa Renee quando ela tenta convencê-la a desistir de seus planos, mas Renee se tornou imune aos feromônios. Jada e John encontram a campainha da alegria no escritório de Renee, bem como uma lista mencionando os troféus de vilões do Batman obtidos. Poison Mary, sem saber, mata um caçador que a encontra antes que Renee a tranquilize. Luke apresenta um plano para combater as plantas de Poison Ivy, e Sophie beija Ryan. No dia seguinte, Luke visita o túmulo de seu pai e conhece John, que precisa de ajuda para abrir uma caixa misteriosa. Poison Ivy e Poison Mary finalmente se encontram e se abraçam, devolvendo Poison Ivy ao poder total. |              |                               |                  |                                                 |                   |                  |                          |
| 48 | 10           | "Toxic"                       | Glen Winter      | Caroline Dries & Jerry Shandy                   | 0.48              | T13.23160        | 26 de janeiro de 2022    |
| Poison Ivy é capaz de restaurar seus poderes de Poison Mary, mas as dúvidas deste último crescem quando Ivy assassina um executivo de saúde e planeja quebrar Gotham Dam e inundar a cidade. Com a ajuda de Alice, Ryan e Luke tentam obter informações de Renée sobre Hera Venenosa. Jada dá a campainha de alegria para Batwoman, mas exige o retorno de Marquis à meia-noite. Mary decide ajudar Batwoman depois que Alice revela seu assassinato acidental de um caçador, e ela e os outros fazem um plano para usar Mary como um cavalo de Tróia para Ivy, fazendo com que ela seja portadora de um bloqueador de feromônios. Ivy tenta extrair mais poder de Mary quando ela retorna, mas isso a enfraquece e Batwoman é capaz de derrotá-la. Luke supera sua dúvida e, como Batwing, evita o colapso da barragem. Ivy acorda em um avião, onde Renee diz a ela que ela combinou com Sophie para que ela e Ivy se mudassem para Coryana. Como Mary agora está de volta ao seu antigo eu, Jada vira o público contra a Batwoman, alegando que ela liberou todos os troféus de vilões do Batman e é responsável pelos danos à barragem. Alguns dos vazamentos na clínica de Mary aterrissam no Marquês desidratado, revivendo-o. |              |                               |                  |                                                 |                   |                  |                          |
| 49 | 11           | "Broken Toys"                 | Camrus Johnson   | Chad Fiveash & James Stoteraux & Natalie Abrams | 0.54              | T13.23161        | 2 de fevereiro de 2022   |
| O primeiro movimento de Marquis é assumir Arkham. Ryan visita Jada para aprender sua influência contra o Marquês, mas eles são feitos reféns por Victor Zsasz, o primeiro membro do "programa de liberação de trabalho" de Marquis. Enquanto Batwing e Sophie invadem Wayne para recuperar a IA de Lucius, Mary e Alice localizam a fabricante de brinquedos do Coringa, Kiki Roulette, para consertar a campainha da alegria. Kiki afirma ter se arrependido e os leva para sua antiga oficina. Zsasz planeja matar Jada, mas dá a Batwoman uma hora para resgatá-la. Ryan descobre que Jada queria mandá-la para outra família, mas foi enganada por seu médico, fazendo com que Ryan fosse abandonado. Jada percebe que Ryan é Batwoman depois que ela derrota Zsasz. Kiki conserta a campainha, que funcionará apenas mais uma vez, e revela que está trabalhando com Marquis. Batwing e Sophie lutam contra os servos de Marquis enquanto Batwoman salva Mary e Alice, mas Kiki escapa com a campainha de alegria e se encontra com Marquis. Jada melhora seu relacionamento com Ryan. Alice pede a Mary que pegue a campainha da alegria para ela mesma para que ela possa se tornar Beth novamente. Luke diz a "Lucius" que agora ele entende sua cautela anterior, e eles concordam que ele está pronto para se tornar Batwing. Ryan e Sophie se tornam um casal.                   |              |                               |                  |                                                 |                   |                  |                          |
| 50 | 12           | "We're All Mad Here"          | Eric Dean Seaton | Maya Houston & Daphne Miles                     | 0.41              | T13.23162        | 23 de fevereiro de 2022  |
| O estado mental de Alice piora, fazendo com que ela alucine Mouse e Ocean. Mary se sente traída por Alice não ter impedido sua transformação de Poison Mary, então Alice rastreia Kiki e exige que ela faça outra campainha de alegria. No entanto, Marquis atira em Kiki. Mary visita a família do caçador que ela matou acidentalmente, apenas para descobrir que Alice assumiu a culpa por sua morte. Marquis sequestra Jada e os outros membros conhecidos da Black Glove Society Barbara Kean, Burton Crowne, Mario Falcone e Jeremiah Arkham. Ele mata Crowne, Falcone e Arkham antes de revelar a Alice que o dia em que o Coringa sequestrou seu ônibus escolar foi no mesmo dia em que o carro de sua mãe saiu da ponte. Desesperada, Alice faz um acordo com Marquês em troca da campainha da alegria. Antes que Marquis possa matar Jada, Batwoman chega e luta contra Marquis enquanto liberta Jada e Barbara. Alice é subjugada por Sophie enquanto Batwing reivindica a campainha de alegria. De volta ao Arkham Asylum, Alice conhece Mary, agora sua médica pessoal, e admite que contou a Marquis sobre a Batcaverna. |              |                               |                  |                                                 |                   |                  |                          |
| 51 | 13           | "We Having Fun Yet?"          | Holly Dale       | Nancy Kiu & Caroline Dries                      | 0.42              | T13.23163        | 2 de março de 2022       |
| Marquis transmite para Gotham City do antigo esconderijo do Coringa na Amusement Mile que ele irá expor a identidade da Batwoman em 5 horas. A Bat Team trabalha com Jada para rastrear Marquis e combater sua trama. Após a visita de Mary a uma Alice desestabilizadora em Arkham, Ryan a visita e convence Alice a deixar a campainha da alegria ser usada em Marquis. Alice revela o que ela aprendeu com os presos sobre o verdadeiro plano de Marquis, levando Luke e Mary a perceberem que ele vai distribuir o ácido do Coringa sobre a cidade usando o Batblimp. Enquanto Batwoman vai enfrentar Marquis, Luke e Sophie entram sorrateiramente na Batcaverna, onde usam o guarda-chuva hipnótico, do Pinguim, de fazer todos se abrigarem dentro de casa. Batwoman luta contra Marquis no Batblimp e eles caem, mas pousam com segurança. Com a ajuda de Alice, Batwoman zapeia Marquis com a campainha da alegria. Luke redireciona o Batblimp para uma parte desolada de Gotham City com o Lucius Fox AI, sacrificando-o para isso. A sanidade do Marquês é restaurada. Alice deixa Gotham City para um sanatório no exterior com a aprovação de Mary. A Bat Team recupera a Wayne Enterprises, retomando sua missão. Dana DeWitt, vestindo um traje de proteção, relata ao ver a explosão quando ela e sua equipe de notícias são atacadas por uma figura esquelética mutilada. |              |                               |                  |                                                 |                   |                  |                          |

## Produção

### Desenvolvimento
Em maio de 2018, o presidente do The CW, Mark Pedowitz, e a estrela de Arrow, Stephen Amell, anunciaram na apresentação inicial da CW que Batwoman seria introduzida no crossover da série Arrowverse de 2018, "Elseworlds", que foi ao ar em dezembro de 2018, lutando ao lado dos outros heróis do Arrowverse, com Gotham City também aparecendo. Em julho de 2018, foi relatado que a CW estava planejando desenvolver uma série em torno do personagem, para ir ao ar em 2019, se escolhida. A série, considerada apenas um "acordo de desenvolvimento de roteiro", foi escrita por Caroline Dries, que também atuaria como produtora executiva com Greg Berlanti, Sarah Schecter e o co-criador do personagem, Geoff Johns. A série seria produzida pela Berlanti Productions e Mad Ghost Productions em associação com a Warner Bros. Television. No mês seguinte, Pedowitz observou que o piloto seria concluído "no meio da temporada".
Em dezembro de 2018, Dries apresentou um roteiro "forte" para um possível episódio piloto, de acordo com Nellie Andreeva, do Deadline Hollywood. Isso levou a série a receber um pedido de piloto da The CW no mês seguinte, a ser considerado para um pedido de série na temporada de televisão 2019-20. Em abril de 2019, a série foi considerada "um bloqueio" na The CW", e supostamente tinha equipe de roteiristas. Em 7 de maio de 2019, a The CW ordenou que o show fosse lançado. EM 25 de outubro de 2019, a série foi escolhida para uma temproada de 22 episódios. Em 7 de janeiro de 2020, a série foi renovada para uma segunda temporada, que estreou em 17 de janeiro de 2021.
Em 3 de fevereiro de 2021, The CW renovou a série para uma terceira temporada que estreou em 13 de outubro de 2021, e o final foi ao ar em 2 de março de 2022. Em 29 de abril de 2022, The CW cancelou a série após três temporadas.

### Elenco
Esperava-se que o elenco de Kate Kane começasse após o anúncio da série pretendida em maio de 2018, com a intenção de lançar uma atriz lésbica. Em agosto, Ruby Rose foi escalada como Kate Kane / Batwoman. No final de janeiro de 2019, Meagan Tandy, Camrus Johnson e Nicole Kang foram escaladas para os papéis regulares da série como Sophie Morre, Luke Fox e Mary Hamilton, respectivamente. Isto foi seguido logo pela escalação de Rachel Skarsten commo Alice, Dougray Scott como Jacob Kane, e Elizabeth Anweis como Catherine Hamilton-Kane.
A escalação de Rose como Batwoman foi recebida com reação nas mídias sociais e recebeu críticas intensas. A DC Comics, que detém os direitos da super-heroína dos quadrinhos Batwoman, reintroduziu a personagem em 2006 como uma lésbica de ascedência judia. Algumas reações online atacaram Rose por não ser judia, enquanto o foco principal das críticas foi a afirmação de que o fato de ela se identificar como gênero fluido a fez "não ser gay o suficiente". Rose deixou o Twitter e desativou os comentários públicos em sua conta do Instagram após a reação.
Em julho de 2021, Robin Givens, Victoria Cartagena e Nick Creegan foram escalados como novos regulares da terceira temporada. Em agosto de 2021, Bridget Regan foi escalada para o papel recorrente de Poison Ivy para a terceira temporada.

#### Reformulação de Batwoman
Em maio de 2020, Rose anunciou que deixaria a série antes de sua segunda temporada; foi mutuamente decidido entre Rose, o estúdio e a rede para ela sair. Os produtores reafirmaram seu compromisso com a série e em encontrar uma nova atriz que faça parte da comunidade LGBTQ para liderar as próximas temporadas. Nanhuma razão foi dada na época para a partida de Rose. Rose mais tarde chamou a liderança de uma série de "tributação" e afirmou que sua cirurgia nas costas após um acidente no set em 2019 foi um fator que contribuiu para a decisão de sair, dizendo que era "hora de fazer uma pausa para me curar completamente e depois voltar" para atuar. Passar um tempo isolada por causa da pandemia do COVID-19 também permitiu que Rose "pensasse em muitas coisas diferentes e no que você eseja alcançar na vida e no que deseja fazer", o que lhe permitiu "uma grande oportunuidade de ter um diálogo sobre muitas coisas" com os produtores.
No mês seguinte, um anúncio de elenco para um novo personagem chamado Ryan Wilder foi revelado, indicando que a série estava procurando substituir Kane como Batwoman. Dries defendeu a decisão de introduzir um novo personagem como Batwoman, afirmando que a série continuaria a "respeitar tudo o que Ruby colocou no personagem de Kate Kane". Ela também revelou que Kane não seria morta, e seu desaparecimento seria um enredo chave durante a segunda temporada.
Matt Webb Mitovitch, da TVLine, e Jill Pantozzi, da io9, sentiram que substituir Kane como Batwoman seria um prejuízo para a série. Mitovitch sentiu que iria "criar mais problemas do que resolver", dizendo que iria tirar a dinâmica de personagem estabelecida (nomadamente a "central" entre Kate e Alice) e os vários tópicos da trama esperando para serem resolvidos a partir do final da primeira temporada. Ele acrescentou: "uma reformulação simples, embora momentaneamente estranha, teria mantido todas as histórias e dinâmicas estabelecidas intactas; a 2ª temporada poderia continuar de onde a sólida 1ª temporada parou. Em vez disso, os espectadores leais serão solicitados a reinvestir em algo que é significativamente novo, enquanto também possivelmente desistem de algumas das coisas que eles mais gostaram no show". Pantozzi sentiu que a séreie poderia ter abordado o elenco de um novo ator principal de forma mais criativa, já que a série existe em "um universo de viagens no tempo, doppelgängers e literalmente troca de rostos". Ela concluiu, "se eles estão realmente acabando com a personagem Kate, parece um movimento bizarro. Os fãs poderiam muito mais facilmente chegar a um acordo com uma simples atriz substituta, do que ter que passar por uma história complicada de por que uma lésbica aleatória assumiu o capuz tão logo depois que Kate o fez... Parece muita explicação para se fazerquando há uma opção muito mais fácil." Por outro lado, Liz Shannon Miller, da Collider's, sentiu que um novo personagem era "a escolha certa" e "um grande balanço" para a série. Miller apontou para o "precedente há muito estabelecido" nos quadrinhos de novos personagem assumindo os mantos de outros. Como Mitovitch, Miller questionou o que o novo personagem significaria para o elenco de apoio da série, já que suas conexões com Kate eram "sua principal razão para fazer parte do enredo do programa". Ela também esperava que "Ryan Wilder" fosse um nome de espaço reservado, "porque a tendência de nomear personagens femininas fortes com nomes tradicionalmente masculinos acabou de se cansar neste momento".
No início de julho de 2020, Javicia Leslie foi escalada como Ryan Wilder, a nova Batwoman. Rose apoio o elenco de Leslie. Wallis Day foi posteriormente escalada como Kate Kane, onde foi alegado que ela alterou cirurgicamente sua aparência. Rose, comentando em uma homenagem no Instagram ao seu tempo no papel, afirmou que estava "empolgada" com a escalação de Day.
Em uma entrevista ao ComicBookMovie.com quando perguntada se ela iria reprisar Kate em algum momento, Rose disse: "Eu faria isso totalmente. Não acho que serviria para a história porque acho que construir a nova Batwoman é mais importante do que ir voltar muito longe em Kate Kane, mas é claro que eu faria." Então ela acrescentou: "Eu assisti alguns episódios e acho que como eles estão lidando com isso é lindo. Acho que é hora de [Ryan Wilder] brilhar". No entanto, no final de outubro de 2021, depois que Rose falou sobre supostos abusos e negligência no set, ela voltou atrás na declaração, dizendo que não retornaria por "qualquer quantia de dinheiro nem se houvesse uma arma na minha cabeça".

### Filmagens
A produçaõ do episódio piloto começou em 4 de março e foi concluída em 25 de março de 2019, em Vancouver, British Columbia. Filmagens adicionais ocorreram em Chicago, Illinois. As filmagens para o resto da temporada começaram em 4 de julho e deveriam terminar em meados de 2020. Em 12 de março de 2020, a Warner Bros. Television e ncerrou a produção da série devido à pandemia de COVID-19. As filmagens da segunda temproada começaram em 3 de setembro de 2020, e foram concluídas em 10 de maio de 2021. As filmagens da terceira temporada começaram em 19 de julho de 2021 e terminaram em 22 de dezembro.

### Controvérsia
Em 2019, Rose sofreu uma lesão durante o trabalho de dublê na série. Ela falou sobre a experiência estar perto de "cortar minha medula espinhal (sic). Eu estava com dor crônica e ainda não conseguia sentir meus braços". Ela precisou de uma cirurgia de emergência. Em 2020, Amanda Smith, uma assistente de produção que trabalhava no programa, ficou paralisada após um elevador de caçamba ser abaixado em sua cabeça. A Warner Bros. Television afirmou que cooperou com uma investigação sobre a segurança do início.
Em outubro de 2021, Rose falou sobre as condições de trabalho de seu tempo em Batowman. Ela alegou que depois de sua lesão na coluna, ela foi forçada a voltar a trabalhar com as implicações dos executivos do estúdio, sendo que toda a equipe perderia seus empregos se ela não o fizesse. Ela também afirmou que a produção foi apressada e os cantos cortados durante a pandemia do COVID-19 e que havia muitos ferimentos de dublês no set, incluindo um que ela estipulou que o elenco e equipe deveriam ter feito terapia depois. Rose falou contra as co-estrelas Dougray Scott o comportamente de Camrus Johnson no set, chamando o primeiro de abusivo e o último de "garoto egocêntrico que trabalhava um dia por semana". Scott respondeu que essas alegações são "inteiramente inventadas", enquanto Johnson afirmou que Rose foi demitida e sentiu que "temos muitas grandes almas trabalhando neste show".
Em um comunicado, a Warner Bros. Television rejeitou as alegações de Rose e disse que seu contrato não foi aceito para a segunda temproada por causa de várias reclamações sobre seu comportamento no local de trabalho. Isso foi expandido quando um assistente de produção, Alexander J. Baxter, se apresentou para confirmar que Rose havia sido demitida do programa por suposto comprotamento de "ditador". No entanto, Rose contestou essas alegações e produziu e-mails, textos e outras evidências sobre suas preocupações com as condições de trabalho e ética no set.

## Lançamento

### Estreia
A série estreou na The CW em 6 de outubro de 2019. Na Nova Zelândia, a série é transmitida no serviço de streaming gratuito da TVNZ, TVNZ OnDemand. No Reino Unido, a série é exibida na E4. No Canadá, é exibido no Showcase.

### Home media
A primeira temporada foi lançada em DVD e Blu-ray em 18 de agosto de 2020. Os recursos especiais incluíam cenas deletadas, uma mordaça, destaques dos painéis da DCTV em San Diego Comic-Con de 2019, e um recurso de bastidores intitulado "No set". O lançamento também incluiu um disco bônus com todos os cinco episódios do evento crossover "Crisis on Infinite Earths".
A segunda temporada foi lançada em DVD e Blu-ray em 21 de setembro de 2021. Os recursos especiais incluíam cenas deletadas, uma mordaça e dois features intitulados "Villains Analyzed" e "Never Alone: Heroes and Allies".
A terceira temproada está agendada para lançamento em DVD em 12 de julho de 2022. Os recursos especiais incluirão cenas deletadas e uma mordaça.

## Recepção

### Audiência
| Temporada | Horário (ET)                                | Episódios | Primeira exibição     | Primeira exibição   | Última exibição     | Última exibição     | Temporada televisiva | Rank | Méd. audiência (milhões) | Adultos de 18–49 anos (média) |     |
| Temporada | Horário (ET)                                | Episódios | Data                  | Audiência (milhões) | Data                | Audiência (milhões) | Temporada televisiva | Rank | Méd. audiência (milhões) | Adultos de 18–49 anos (média) |     |
| --------- | ------------------------------------------- | --------- | --------------------- | ------------------- | ------------------- | ------------------- | -------------------- | ---- | ------------------------ | ----------------------------- | --- |
| 1         | domingos 20:00                              | 20        | 6 de outubro de 2019  | 1.86                | 17 de maio de 2020  | 0.74                | 2019–20              | 117  | 1.61                     | 113                           | 0.5 |
| 2         | domingos 20:00(1–11) domingos 21:00 (12–18) | 18        | 17 de janeiro de 2021 | 0.66                | 27 de junho de 2021 | 0.41                | 2020–21              | 147  | 0.92                     | 141                           | 0.2 |
| 3         | Quarta-feira 21:00                          | 13        | 13 de outubro de 2021 | 0.47                | 2 de março de 2022  | 0.42                | 2021–22              | 129  | 0.76                     | 117                           | 0.2 |

### Recepção crítica
No agregador de críticas Rotten Tomatoes, a primeira temporada da série possui um índice de aprovação de 80% com base em 51 comentários de críticos, com uma classificação média de 6,87/10. O consenso crítico do site diz: "Embora precise de mais tempo para desenvolver sua própria identidade para realmente voar, a divertida e elegante primeira temporada de Batwoman é um passo na direção certa para a representação e os shows de super-heróis". No Metacritic, a primeira temproada tem uma pontuação média ponderada de 59 em 100 com base em comentários de 16 críticos, indicando "críticas mistas ou médias".
No agregador de críticas Rotten Tomatoes, a segunda temproada tem um índice de aprovação de 89% com base em 18 críticas, com uma classificação méida de 7,25/10. O consenso crítico para a temporada diz: "A segunda temproada de Batwoman sobrevive a uma reinicialização suave, mantendo a excelência do programa enquanto dá a Javicia Leslie muito espaço para abrir suas asas".

### Prêmios
| Ano  | Prêmio                       | Categoria                                                                                                 | Nomeado(s)      | Resultado    | Ref.            |
| ---- | ---------------------------- | --- | --------------- | ------------ | --------------- |
| 2020 | GLAAD Media Awards           | Melhor Série Dramática                                                                                    | Batwoman        | Indicado     | [ 133 ]         |
| 2020 | Queerty Awards               | Série de TV                                                                                               | Batwoman        | Indicado     | [ 134 ] [ 135 ] |
| 2020 | Queerty Awards               | Desempenho na TV                                                                                          | Ruby Rose       | Indicado     | [ 134 ] [ 135 ] |
| 2020 | Leo Awards                   | Melhor Fotografia em Série Dramática                                                                      |                 | Indicado     |                 |
| 2020 | Leo Awards                   | Melhor Figurino em Série Dramática                                                                        |                 | Indicado     |                 |
| 2020 | CAFTCAD Awards               | Melhor Figurino em TV Sci-Fi/Fantasia                                                                     |                 | Indicado     |                 |
| 2020 | UBCP/ACTRA Awards            | Melhor desempenho de acrobacias                                                                           |                 | Indicado     |                 |
| 2020 | Autostraddle Gay Emmys       | Melhor Série de Ficção Científica/Fantasia                                                                | Batwoman        | Vice-campeão | [ 136 ]         |
| 2020 | Autostraddle Gay Emmys       | Melhor Ator Coadjuvante Interpretando um Personagem LGBTQ+ em Série de Ficção Científica/Fantasia         | Meagan Tandy    | Indicado     | [ 136 ]         |
| 2020 | Autostraddle Gay Emmys       | Melhor ator convidado interpretando um personagem LGBTQ+ em uma série de ficção científica/fantasia       | Christina Wolfe | Vice-campeão | [ 136 ]         |
| 2020 | Autostraddle Gay Emmys       | Melhor ator convidado interpretando um personagem LGBTQ+ em uma série de ficção científica/fantasia       | Brianne Howey   | Indicado     | [ 136 ]         |
| 2020 | Autostraddle Gay Emmys       | Melhor Performance de um Ator LGBTQ+ em um Sci-Fi/Fantasy Show                                            | Ruby Rose       | Indicado     | [ 136 ]         |
| 2020 | Autostraddle Gay Emmys       | Representação mais inovadora (Show)                                                                       | Batwoman        | Vice-campeão | [ 136 ]         |
| 2021 | Artista da Semana da TV Line | | Javicia Leslie  | Venceu       | [ 137 ]         |
| 2021 | Prêmio Saturno               | Melhor série de televisão de adaptação de super-herói                                                     | Batwoman        | Indicado     | [ 138 ]         |
| 2021 | Autostraddle Gay Emmys       | Melhor Série de Ficção Científica/Fantasia                                                                | Batwoman        | Venceu       | [ 139 ]         |
| 2021 | Autostraddle Gay Emmys       | Melhor ator principal interpretando um personagem LGBTQ+ em uma série de ficção científica                | Javicia Leslie  | Venceu       | [ 139 ]         |
| 2021 | Autostraddle Gay Emmys       | Melhor ator coadjuvante ou convidado interpretando um personagem LGBTQ+ em uma série de ficção científica | Meagan Tandy    | Venceu       | [ 139 ]         |
| 2021 | Autostraddle Gay Emmys       | Melhor ator LGBTQ+ em um programa de ficção científica/fantasia                                           | Javicia Leslie  | Venceu       | [ 139 ]         |
| 2021 | Autostraddle Gay Emmys       | Penteado excepcional para um personagem LGBTQ+                                                            | Sophie Moore    | Vice-campeão | [ 139 ]         |
| 2021 | Autostraddle Gay Emmys       | Melhor figurino para um show com personagens LGBTQ+                                                       | Batwoman        | Indicado     | [ 139 ]         |
| 2022 | GLAAD Media Awards           | Melhor Série Dramática                                                                                    | Batwoman        | Indicado     | [ 140 ]         |
| 2022 | Critics' Choice Super Awards | Melhor Atriz em Série de Super-heróis                                                                     | Javicia Leslie  | Indicado     | [ 141 ]         |